# 기후변화

1956-1976년 평균 대비 2011-2021년 10년 사이 평균 지상 기온 차이를 그린 지도. 전체적으로 평균 0.5도에서 1도 상승하였다.

산업 혁명 이후 지구 표면 기온의 변화와 그 동인을 그린 그래프이다. 인간의 활동이 기온 상승을 일으켰고, 자연의 동인은 매우 미미하다.

기후변화(氣候變化, climate change)는 지구의 평균 기온이 점진적으로 상승하면서 전지구적 기후 패턴이 급격하게 변화하는 현상이다. 과거에는 지구 온난화(地球溫暖化, global warming)라고 불렀으며, 변화의 영향을 포함하여 기후 위기(氣候 危機, 영어: climate crisis), 기후 비상사태(climate emergency)라고도 한다. 과거에도 기후 변화가 있었지만, 현대의 기후 변화는 급격하며 자연스럽게 점진적으로 발생하는 현상도 아니다. 현재의 급격한 기후 변화는 인간이 이산화탄소(CO2)와 메테인과 같은 온실 기체를 방출해 일어난 현상이다. 인간이 방출한 온실 기체의 약 80%는 이산화탄소인데 이중 절대다수는 에너지를 사용하기 위해 화석 연료를 태워서 만들어진 것이다. 그 외에도 농업, 제강, 시멘트 생산, 산림 손실로 온실 기체가 방출되고 있다. 온실 기체는 햇빛을 투과하기 때문에 햇빛이 지구 표면을 가열한다. 하지만 지구가 적외선 복사로 열을 우주로 방출할 때 온실 기체가 복사열을 흡수하여 지상에 열을 가둔다. 가둬진 열로 지구가 점점 뜨거워지면서 태양빛을 반사하는 반사율이 높은 만년설 표면이 사라지는 등 지상에 여러 변화를 일으켜 지구 온난화를 가속시킨다.
육지는 지구 전체 평균보다 기온이 약 2배 빠르게 상승했다. 사막은 점점 넓어지고 있으며 폭염과 산불 횟수도 점점 늘어나고 있다. 북극에서 심화되는 온난화로 영구동토층이 녹고 있으며 빙하와 해빙이 점차 사라지고 있다. 기온이 증가하며 더 강력한 폭풍이 만들어지며 기상이변도 불러일으키고 있다. 산호초, 산, 북극 등지에서는 급격한 환경 변화로 수많은 종들이 강제로 이주하거나 멸종하고 있다. 기후 변화는 식량과 물 부족, 홍수 증가, 극심한 폭염, 질병의 만연화와, 경제적 손실 등 다양한 상황으로 인간을 위협한다. 또한 기후 변화 그 자체로 난민을 만들기도 한다. 세계 보건 기구(WHO)는 기후 변화를 21세기 세계 보건에게 끼칠 가장 큰 위협이라고 전망했다. 미래에 온난화를 최소화하려는 노력이 성공하더라도 수 세기 동안 지구는 다양한 영향을 받을 것이다. 대표적인 예로 해수면 상승, 해양 산성화 및 온난화 등이 있다.
기후 변화가 주는 다양한 영향은 현재 수준의 기온 상승인 약 1.5 °C 상승 시점에서도 이미 나타나고 있다. 기후 변화에 관한 정부간 협의체(IPCC)는 온난화로 1.5 °C 이상 상승할 경우 지구에 돌이킬 수 없는 더 큰 영향을 미칠 것이라 경고하고 있다. 온난화가 계속될 경우 그린란드 빙상의 융해처럼 티핑 포인트(tipping points)에 닿을 상황에 처할 위기로 몰아넣는다. 이런 변화에 대응하는 방법으로는 온난화 수준을 제한시키는 행동을 취하거나, 이런 변화에 적응하는 방법이 있다. 앞으로 지속될 온난화는 온실 기체 배출량을 줄이고 대기의 온실 기체를 제거해서 증가 수준을 줄일 수 있다. 온실 기체 배출량을 줄이는 데에는 풍력이나 태양 에너지 등 지속 가능 에너지의 사용을 늘리고 석탄 사용량을 점차 줄이며, 사용하는 에너지의 효율성을 높여 절약하는 방법이 있다. 기존의 화석 연료로 작동하는 탈것을 전기 차량으로 대체하고 가정과 건물에 열펌프를 사용하면 배출량이 더욱 감소할 것이다. 산림 벌채를 막고 숲을 늘리면 대기 중의 이산화탄소를 흡수하는 데 도움을 줄 수 있다. 지역 사회는 해안선 관리와 재난 상황 관리책을 강화하고 기후 변화에 저항력이 더 높은 작물을 개발하는 등의 방법으로 기후 변화에 적응할 수 있다. 하지만 이런 적응책만으로는 심각하고 광범위하며 영구적인 기후 변화의 위협으로 나타날 피해를 피할 수 없다.
2015년 채택된 파리 협정으로 전세계 각국은 기후 변화 완화를 노력하여 "최대 2 °C 상승" 이하를 유지하기로 합의하였다. 하지만 협정을 완전히 준수하더라도 21세기 말까지 지구 평균 기온은 약 2.7 °C 상승할 것이다. 온난화 수준을 1.5 °C 이하로 제한하기 위해서는 2030년까지 온실 기체 배출량을 절반으로 줄여야 하고, 2050년까지 온실 기체 순배출량을 0(net-zero)으로 만들어야 한다. 관측 사상 가장 더운 해로 기록된 2024년의 경우 1850년 대비 1.55 °C가 상승했다.

## 용어

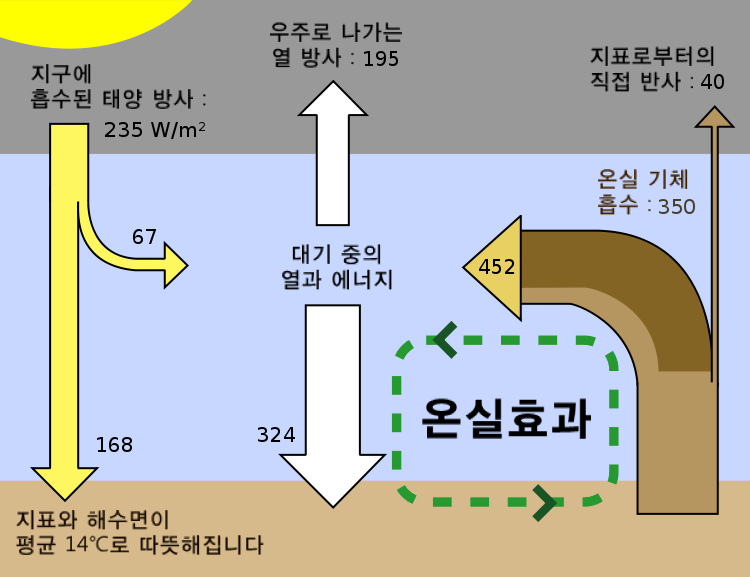
기후 변화는 대기 중에 있는 온실 기체 농도가 상승하며 가속된다. 온실 기체는 지구의 기후계에 열을 가둬버리는 온실 효과를 강화시킨다.

1980년대 이전까지는 온실 기체의 증가로 인한 온난화가 에어로졸로 인한 냉각 효과를 뛰어넘을지 불분명했다. 이후 과학자들은 인간이 기후에 주는 영향을 종종 "의도치 않은 기후 조절"(inadvertent climate modification)이라고 말했다. 1980년대부터는 "지구 온난화"(global warming)와 "기후 변화"(climate change)라는 단어가 대중화되기 시작했다. 전자인 "지구 온난화"는 지상의 온도 증가만 언급하는 단어이고 후자인 "기후 변화"는 온실 기체가 기후에 미치는 전반적인 영향을 뜻하는 단어였다. "지구 온난화"라는 단어는 1988년 NASA의 기후과학자인 제임스 핸슨이 미국 상원 증언석에서 처음 사용하면서 전반적으로 널리 쓰이기 시작했다. 2000년대에는 "기후 변화"라는 단어가 대중적으로 쓰이기 시작했다. "지구 온난화"는 보통 인간이 일으킨 지구의 온난화 현상을, "기후 변화"는 자연적인 혹은 인위적인 경우를 모두 통틀어 말했다. 또한 두 용어가 서로 혼동되거나 뜻이 뒤바뀌어 사용되기도 하였다.
다양한 과학자, 정치인, 언론계 인사들은 기후 변화에 대해 이야기할 때 기후위기(Climate crisis)나 기후 비상사태(Climate emergency)라는 용어를, "지구 온난화" 대신 "지구 가열"(global heating)이라는 용어를 사용하기 시작했다. 영국의 가디언지 편집장은 이런 용어 사용 정책을 "과학적으로 엄밀하게 이야기함을 밝힘과 동시에, 매우 중요한 이 문제를 독자와 명확하게 소통할 수 있도록 하기 위해" 편집 지침에 추가했다고 밝히기도 했다. 2019년에는 옥스퍼드 대학교 출판부의 "옥스퍼드 랭기지"(Oxford Languages)가 올해의 단어로 "기후 비상사태"(climate emergency)를 선정하면서 이를 "기후 변화를 줄이거나 멈추고 그로 인한 잠재적으로 돌이킬 수 없는 생태학적 피해를 막기 위해 긴급한 대책이 필요한 상황"이라고 정의하였다.

## 관측된 기온 상승

과거 2,000년간의 온도 기록을 재구성한 그래프. 파랑 선은 나이테, 산호초, 북극 아이스 코어 등 간접적인 데이터를 이용해서 추정한 온도 기록이다. 빨강 선은 온도계를 통해 직접적으로 관측한 온도 기록이다.

여러 독립적인 측정 데이터세트에서는 현 지구의 기후가 온난화되고 있음을 보여주고 있다. 2011년에서 2020년 사이 10년간은 산업화 이전 기준선인 1850년-1900년 사이 평균 기온보다 평균 1.09 °C (오차 감안 0.95–1.20 °C) 상승하였다. 지상 기온은 10년마다 평균 0.2 °C 상승하고 있으며, 2020년 기준 산업화 이전보다 1.2 °C 더 상승한 상태이다. 1950년대 이후부터 전세계적으로 추운 날의 수가 더 줄어들고 있으며, 따뜻한 날의 수가 더 늘어나고 있다.
18세기에서 19세기 중반 사이에는 순 온난화 현상이 거의 없었다. 이 시기의 기후 정보는 나무의 나이테나 아이스 코어 같은 간접 관측 기록을 이용해 추정한다. 이런 자료를 통해 자연적인 변화 수치가 산업 혁명 초기의 영향을 상쇄시켰다는 것을 알아냈다. 온도계를 통한 직접적인 기온 관측 기록은 1850년대 경부터 전 세계에 나오기 시작했다. 그 이전 중세 온난기나 소빙기 같은 역사적인 온난화 및 한랭화는 전 세계 다른 지역에서 동시다발적으로 발생하진 않았다. 특정한 한정된 지역에서는 기온이 잠깐 20세기 후반 수준으로 상승했을 수도 있었다. 선사 시대에도 팔레오세-에오세 최대온난기 같은 전지구적 온난화 현상이 있었긴 했다. 하지만 현대에 관측되고 있는 기온 상승과 이산화탄소 농도의 상승은 매우 빠르며 지구 역사상 일어났었던 그 어떤 지구물리학적 기후 급변 사건보다도 그 속도가 빠르다.
측정한 기온으로 보이는 온난화의 증거는 광범위한 기타 다른 자료로도 보강된다. 일례로 폭우의 빈도와 그 강도가 더 강해지고 많아졌으며, 육지의 얼음과 눈이 녹았으며 대기의 평균 습도도 상승했다. 또한 동식물군은 일례로 꽃이 점점 더 이른 봄에 피어나는 현상과 같이, 온난화와 일치하는 경향으로 생태가 변화하고 있다. 또 다른 핵심적인 온난화 지표에는 대기 상층부의 한랭화 현상인데, 온실 기체가 지구 표면 근처에 열을 가둬버려 우주로 열이 방사되는 것을 막아 높은 고도에서의 기온이 시간이 지날수록 점차 낮아지고 있다.
전 세계의 여러 지역마다 온난화의 진행 속도는 서로 다르다. 온난화 진행 속도 차이는 온실 기체가 방출되는 정도의 차이와 관계가 있는 것은 아니다. 온실 기체의 효과가 지구 전체에 골고루 퍼질 정도로 충분히 오래 유지되기 때문이다. 산업화 이전부터 육지의 평균 기온은 지구 전체의 평균 기온보다 거의 2배 빠르게 상승하였다. 그 이유로는 바다가 육지보다 열용량이 더 크고 바다에서는 물의 증발로 더 많은 열을 잃기 쉽기 때문이다. 지구 내 기후계의 열에너지는 1970년대 일시적인 답보 상태 이후로는 꾸준히 늘어났으며, 늘어난 여분의 열에너지 중 약 90% 이상이 바다에 저장되었다. 나머지 열에너지는 대기를 데우고 얼음을 녹이며 육지를 덥히는 역할을 하였다.
북반구와 북극은 남반구와 남극보다 더 빨리 따뜻해졌다. 북반구의 육지 면적이 훨씬 더 넓은 뿐 아니라, 계절의 변화에 따라 덮이는 눈과 해빙도 더 많다. 훨씬 더 많은 빛을 반사하는 표면이 있는 얼음이 녹아 더 어두운 흙이 노출되면 반사율이 낮아 더 많은 열을 흡수하기 시작한다. 눈과 얼음에 쌓이는 검은 탄소도 북극 온난화의 원인이 된다. 북극의 기온은 세계에서 가장 빠르게 증가하고 있으며 지구의 다른 지역보다 두 배 이상 빠르게 증가하고 있다. 북극의 빙하와 빙상이 녹으면 멕시코 만류의 순환을 약화시키는 등 전 지구적인 해양 순환을 방해시켜 기후를 더욱 변화시킨다. 이러한 기온 상승은 온실가스 수치와 함께 상승하는 추세는 기후 모델로 예측되었다.

## 현대 기후 변화가 일어난 원인

1850-1900년에서 2010-2019년 사이 기후 변화를 일으킨 주요 요인의 온도 변화 영향력을 그린 그래프. 자연적인 내부 변동이나 태양, 화산 활동으로 인한 유의미한 영향은 없다.

기후계는 수십년 혹은 수 세기를 주기로 하는, 엘리뇨-남방진동과 같은 다양한 기후 변동을 가지고 있다. 그 외의 변화는 기후계 '외부'의 에너지 불균형으로 인해 발생하지만 기후계의 외부가 꼭 지구 외부를 의미하는 것은 아니다. 기후계의 외부 영향으로는 온실 기체의 농도 변화, 태양 광도의 변화, 화산 폭발, 태양 주위를 도는 지구 궤도의 여러 변화 등이 있다.
기후 변화에 있어 인간이 얼마나 많은 영향을 끼쳤는지 분석하기 위해서는 알려진 기후계 내부 변동이나 자연적인 외력은 배제해야 한다. 여기서 사용하는 접근법은 모든 잠재 원인에 대한 일종의 '지문'을 지정한 다음 이 지문을 관측된 기후 변화 패턴과 비교하는 것이다. 예를 들어 태양 궤도 변동을 주요 원인으로 배제한다. 이 지문은 대기 전체를 따뜻하게 만들 것이다. 하지만 이 지문을 빼더라도 하층부 대기만 따뜻해지는데 이는 온실 기체의 효과로 인해 발생하는 것이다. 현대 기후 변화의 원인은 전적으로(100%) 점차 증가한 온실 기체 때문이며 에어로졸이 여기에 약간의 감쇠 효과를 가지고 있다.

### 온실 기체

아이스 코어(파랑/녹색)을 통한 추정 기온 기록과 직접 측정한 기온 기록(검정)을 통해 복원한 지난 80만년간의 이산화 탄소 농도 그래프.

지구는 태양에서 내려온 햇빛을 흡수하고 이를 복사열의 형태로 다시 방출한다. 대기 중의 온실 기체는 적외선을 흡수한 후 다시 방출하여 복사열이 대기를 통과해 우주로 방출하는 속도를 지연시킨다. 산업 혁명 이전에는 자연적으로 발생하는 온실 기체 때문에 지표면 근처의 기온은 온실 기체가 하나도 없었을 때보다 약 33 °C 더 높았다. 온실 효과에 가장 큰 영향을 주는 요인은 수증기(~50%)와 구름(~25%)이지만 이 둘은 기온에 영향을 받아 증가하는 관계가 있는 기후계 내부 요소에 해당하며 온도에 따라 두 요인의 크기가 계속해서 피드백된다. 반면 이산화 탄소(~20%), 지상의 오존, 염화 플루오린화 탄소(CFC), 아산화 질소 등의 기체 농도는 온도에 영향을 받지 않는 기후계 외부 압력에 속한다.
산업 혁명 이후에는 화석 연료(석탄, 석유, 천연 가스)를 추출하고 연소하는 등 인간의 활동으로 대기 중 온실 기체 양이 크게 증가하여 복사 불균형 현상이 발생했다. 2019년 기준 이산화 탄소와 메테인의 농도는 1750년 이후 각각 약 48%, 160% 증가했다. 현재의 이산화 탄소 농도는 지난 2백만년 기준 최고 수치이다. 메테인의 농도는 지난 80만년 기준 최고 수치이다.

세계 탄소 프로젝트가 추정한 1880년 이후 각 요인별 이산화 탄소 배출 증가량을 그린 그래프.

2019년 기준 전 세계의 인위적인 온실 기체 방출량은 이산화 탄소 약 590억 톤과 맞먹는다. 총 온실 기체 방출량 중 이산화 탄소가 75%, 메테인이 18%, 아산화 질소가 4%, 플루오린화 기체가 2%였다. 이 중 이산화 탄소의 배출은 주로 교통, 제조업, 난방, 전기를 위한 에너지를 쓰기 위해 화석 연료를 태우며 발생하였다. 그 외에도 산림 벌채와 산업 공정에서도 이산화 탄소가 배출되었는데 주로 강철, 알루미늄, 비료를 제조하기 위해 사용하는 화학 반응으로 이산화 탄소가 배출되었다. 메테인은 주로 가축 목축, 천연 거름 이용, 쌀 재배, 매립지, 폐수, 석탄 및 석유, 천연 가스 채굴 과정에서 배출되었다. 아산화 질소는 주로 비료의 미생물 분해 과정에서 배출되었다.
온실 기체 방출에 산림 벌채가 큰 요인을 차지하고 있지만 그럼에도 지구의 육지 표면, 특히 숲이 가장 큰 탄소 흡수원 역할을 하고 있다. 토양의 생물학적 탄소 고정이나 광합성과 같은 지표면의 탄소 흡수 작용으로 연간 전 세계 이산화 탄소 배출량의 29%가 다시 흡수된다. 바다도 두 단계 과정을 통해 중요한 이산화 탄소 흡수원 역할을 한다. 먼저 표층수에 이산화 탄소가 용해되고 나면 바다의 열염순환 과정에서 이산화 탄소가 흡수된 바닷물이 해양 심층으로 깊숙이 골고루 가라앉고 시간이 지나면 탄소의 순환 과정으로 바다 심해에 축적된다. 지난 20년간 전 세계의 바다가 그동안 배출한 이산화 탄소의 20~30%를 흡수하였다.

### 에어로졸과 구름
연무질(에어로졸) 형태의 대기 오염은 인간의 건강에도 큰 영향을 끼칠 뿐 아니라 기후에도 큰 영향을 미친다. 1961년부터 1990년까지 지구 표면에 도달하는 햇빛의 양이 점차 감소하는 현상이 관측되었는데 이를 대중들은 지구음암화라고 불렀으며 그 원인은 바이오 연료와 화석 연료의 연소 과정에서 발생한 에어로졸이 지구 대기에 영향을 줘서 발생했던 것으로 알려져 있다. 전 세계적으로 에어로졸의 농도는 1990년 이후부터 꾸준히 감소하였으며 이는 에어로졸이 더 이상 온실 기체의 온난화 효과를 저지하지 못한다는 뜻이다.
에어로졸은 지구 대기 중에서 산란시키고 태양 복사를 흡수한다. 또한 지구의 복사열 수지에도 영향을 미친다. 황산 에어로졸은 구름 응집핵 역할을 하여 더 작고 더 많은 물방울을 지닌 구름으로 변화한다. 이런 에어로졸 구름은 더 크고 더 적은 물방울을 지닌 구름보다 태양 복사의 반사율이 더 높다. 또한 구름에 들어오는 햇빛을 더 많이 반사되게 만드는 빗방울의 성장도 감소시킨다. 에어로졸의 간접적인 영향은 각각의 요소가 서로 다른 영향을 주기 때문에 복사 강제력에 있어 가장 큰 불확실성을 만든다.
에어로졸은 보통 햇빛을 반사시켜 지구 온난화의 영향을 제한시키지만 눈이나 얼음 위에 떨어지는 그을음과 같은 블랙 카본은 지구 온난화에 영향을 준다. 블랙 카본은 땅의 햇빛 흡수량을 늘리고 눈과 얼음을 녹여 해수면 상승을 이끈다. 북극에 새롭게 쌓인 블랙 카본 퇴적물을 제한하면 2050년까지 기온 상승을 0.2 °C 낮출 수 있다.

### 토지 이용 변화

전 세계의 숲, 녹지 영역의 손실률은 2001년 이후 약 2배로 증가했으며, 매년 이탈리아의 전 국토 면적에 해당하는 숲이 사라지고 있다.

인간은 보통 더 많은 농경지를 확보하기 위해 지구 토지를 변화시킨다. 현재 지구 토지 영역의 34%가 농경지이며 26%는 숲, 30%는 사람이 살 수 없는 빙하나 사막 같은 지형이다. 산림의 넓이는 계속 줄어들고 있는데 이 과정에서 일어나는 토지 이용 변화로 지구 온난화가 가속화되고 있다. 탈산림화로 나무가 벌채될 때 나무 안에 있던 이산화탄소가 방출되고 그 나무가 미래에 더 많은 이산화탄소를 흡수할 수 있는 기회를 빼앗는다. 산림 벌채가 일어나는 주요 원인으로는 고기 및 팜유와 같은 작물 생산을 위한 농지로의 영구 토지 이용 변화가 27%, 임업, 수산업 가공품 생산을 위한 벌목이 26%, 화전농업과 같은 단기간 이동경작이 24%, 산불이 23%이다.
토지 이용 변화는 온실 기체 배출에만 영향을 주는 것이 아니다. 그 지역의 식생 유형이 지역의 평균 기온에도 영향을 준다. 즉 식생 유형은 얼마나 많은 햇빛이 다시 우주로 반사되는지(반사율), 얼마나 많은 열이 증발로 손실되는지에 영향을 미친다. 예를 들어, 어두운 숲이 초원으로 변하면 표면이 더 밝아져 반사율이 증가해 햇빛이 더 많이 반사된다. 또한 탈산림화는 구름에 영향을 미치는 화학적인 화합물 방출 조성을 변형하고 바람 패턴을 변화시켜 기온에 영향을 줄 수 있다. 열대 지방과 온대 지방에서는 모든 요소를 합친 순효화가 온난화를 가속시키는 반면, 극지방에 가까운 고위도에서는 숲이 눈밭으로 바뀌면 반사율이 증가해 냉각 효과가 발생한다. 전 세계적으로 총 영향은 지구 표면 반사율의 증가로 아주 미약한 냉각 효과가 발생한 것으로 추정된다.

### 태양과 화산 활동
물리적 기후 모델에서는 태양 활동과 화산 활동의 변화만으로는 최근 수십년 간 관측된 급격한 온난화를 재연할 수 없다. 태양은 지구에 들어오는 에너지원이기 때문에 지구로 내리쬐는 햇빛의 변화는 기후계에 직접적인 영향을 가져온다. 인공위성을 통해 태양의 복사조도 수치를 측정하고 있으며, 간접 관측 기록까지 합치면 1600년도부터 현재까지 태양 활동의 변화를 추적할 수 있다. 지구로 들어오는 총 태양 에너지는 증가 추세가 없다. 지구 온난화를 일으키는 것이 온실 기체라는 또 다른 강력한 증거로는 대기 하부(대류권)는 기온이 점점 증가하지만 대기 상부(성층권)는 기온이 점점 하강하고 있다는 관측 결과이다. 만약 태양 활동 때문에 지구 온난화가 발생한 것이라면 대기 상부와 하부 모두 기온이 증가해야 한다.
거대한 화산 분화는 산업화 이전까지 가장 거대했던 자연적인 기후 변동 요인이다. 분화가 매우 강해서 대기 성층권에 이산화 황이 흝뿌려진다면 수 년간 에어로졸이 햇빛을 차단할 수 있다. 온도는 약 두 배 정도 영향을 받는다. 산업화 이후 화산 활동은 지구 기온의 향방에 거의 무시할 수 있을 정도로 영향을 주지 못한다. 현재의 화산성 이산화 탄소 배출량은 인간이 배출하는 이산화 탄소 배출량의 1% 미만이다.

### 피드백

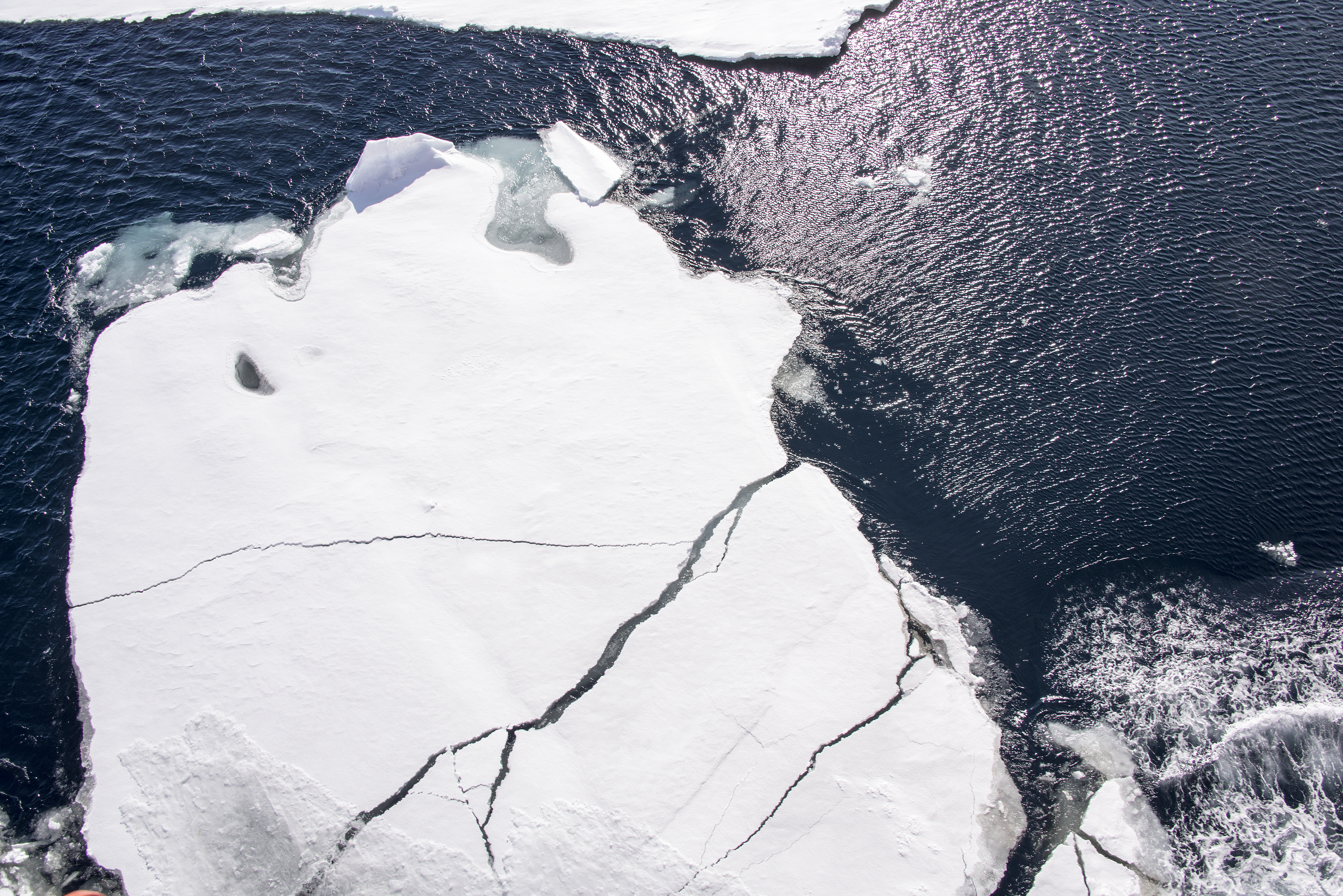
해빙은 내려쬐는 일사량의 50-70%를 다시 반사하는 반면 그보다 어두운 색깔의 바다는 6%만 반사하므로 해빙이 녹는 것은 자기 강화 피드백(양성 피드백)에 속한다. 사진은 녹고 있는 북극의 해빙.

초기 위에서 나열한 여러 강제력으로 입력을 준 기후계의 반응은 피드백을 통해 조정된다. 피드백으로는 자기 강화 피드백, 즉 양성 피드백으로 반응이 더 커지고 반대로 음성 피드백으로는 반응이 약해진다. 기후계의 주요 양성 피드백에는 수증기 피드백, 얼음-반사율 피드백, 구름의 순효과 반응이 속한다. 지구의 일차적인 음성 피드백으로는 복사냉각 반응으로 지구의 표면 온도가 상승하면 그에 따라 더 많은 복사열을 우주로 방출한다. 온도 피드백 외에도 식물 생장에 대한 이산화 탄소의 비료 효과와 같이 탄소 순환과 같은 피드백도 있다. 기후 모델마다 주어진 온실 기체 입력값에 따라 서로 다른 규모의 온난화를 예측하는 이유도 바로 이 피드백의 불확실성 때문이다.
공기가 온실 기체 때문에 따뜻해져 기온이 상승하면 더 많은 수분을 함유할 수 있다. 수증기는 매우 강력한 온실 기체이므로 대기를 더 많이 가열한다. 여기서 구름으로 덮인 땅의 면적이 증가한다면 더 많은 햇빛이 우주로 반사되어 지구가 냉각될 것이다. 만약 구름이 더 높은 높이에 생기고 더 얉아진다면 구름이 단열재 역할을 하여 지표면에서 반사한 열을 다시 지표면으로 구름이 반사하는 역할을 하여 지구 안에 열이 같히고 지구가 더워질 것이다. 구름의 영향은 피드백의 불확실성에 있어 가장 큰 요인으로 작용한다.
또 다른 기후계의 주요 피드백으로는 북극의 눈으로 덮인 지역과 해빙의 감소 반응으로 이 둘이 일어나면 지구의 반사율이 감소한다. 더 많은 태양 에너지가 반사율이 낮아진 지역에서 흡수되면서 북극의 온도 변화가 증폭된다. 북극의 증폭 현상으로 영구 동토층도 빠르게 녹아 메테인과 이산화 탄소를 대기중으로 방출한다. 기후 변화는 습지, 해수계, 담수계의 메테인 방출도 증폭시킬 수 있다. 이 효과 때문에 기후계의 전체적인 반응은 점점 양성 피드백이 강화되는 방향으로 흘러갈 것이다.
인간이 배출한 총 이산화 탄소의 약 절반은 육지의 식물과 바다가 흡수했다. 육지에서는 이산화 탄소 농도의 증가와 생장기의 확대가 식물의 성장을 자극했다. 하지만 기후 변화는 식물의 성장을 방해하는 가뭄과 폭염을 강화하기 때문에 식물의 탄소 흡수구가 계속 증폭될지는 미지수이다. 토양도 많은 양의 탄소를 함유하고 있으며 가열되면 일부 탄소가 방출될 수 있다. 더 많은 이산화탄소와 열이 바다에 흡수되면 바다가 산성화되어 해양 순환이 변하고 식물성 플랑크톤이 더 적은 탄소를 흡수해 바다가 대기 중의 탄소를 흡수하는 속도가 느려진다. 전반적으로 이산화 탄소의 농도가 높아진다면 더 적은 배출량만 자연이 흡수하게 된다.

## 미래의 온난화와 탄소 수지

CMIP6 다중 모델의 평균변화값을 기반으로 하여 1850-1900년 대비 특정 기온만큼 평균 기온이 상승할 경우 모델로 예측되는 전 지구상의 표면 온도의 변화 지도.

기후 모델이란 기후계에 영향을 미치는 다양한 물리적, 화학적, 생물학적 과정을 압축해 묘사한 것이다. 모델에서는 기후 피드백의 강도를 고려하여 향후 추가적인 온실 기체 방출이 야기할 온난화 수준을 계산하는 데 사용한다. 또한 기후 모델에서는 지구 공전, 자전 궤도의 변화, 역사적인 태양 활동의 변화, 화산 활동과 같은 여러 자연 현상을 고려해 계산한다. 기후 모델은 미래의 기온을 추정하는 것 외에도 바다의 대순환, 계절의 연간 주기, 육지 표면과 대기 사이 탄소의 흐름을 재연하고 예측한다.
기후 모델의 물리적인 현실성은 현 시기와 과거의 기후를 시뮬레이션 하여 실제와 비교하는 과정으로 확인할 수 있다. 옛 구형 모델은 북극 해빙의 감소와 강수 비율의 증가를 과소평가했다. 또한 옛 모델에서는 1990년 이후 해수면 상승도 과소평가하는 문제가 있었지만 최근의 모델에서는 실제 관측한 해수면 상승률과 거의 비슷하게 예측한다. 2017년 미국에서 발표된 미국 기후 평가(National Climate Assessment)에서는 "기후 모델이 여전히 기후 변화 관련 피드백 과정을 과소평가하거나 누락했을 가능성이 있다"고 말했다.
기후 모델의 일부는 단순한 물리적 기후 모델에 인문사회적 요소를 더하기도 한다. 이런 모델에서는 인구 변화, 경제성장, 인간의 에너지 사용이 물리적인 기후계에 미치는 영향과 서로 상호작용하는 방식도 시뮬레이션한다. 이 정보를 통해 미래의 온실 기체 배출에 관한 시나리오를 만들 수 있다. 이런 인문사회적 기후 모델 시나리오는 미래에 대기 중 온실 기체 농도가 어떻게 변할지 예측하는 데 물리적 기후 모델과 탄소 순환 모델의 입력값으로 사용된다. 사회경제적 시나리오와 완화 시나리오에 따라 모델에서는 대기 중 이산화 탄소 농도를 380 - 1,400 ppm 사이로 예측한다.
IPCC 제6차 평가 보고서에 따르면 매우 낮은 온실 기체 배출 시나리오에서 21세기 말 지구의 온난화 정도는 1.0 °C에서 1.8 °C에 이를 것이라고 발표했다. 중간 단계 배출 시나리오에서는 2.1 °C에서 3.5 °C로, 매우 많은 배출 시나리오에서는 3.3 °C에서 5.7 °C 더 상승할 것이라고 예측하였다. 이런 예측은 기후 모델을 기반으로 하여 다양한 관측값을 합쳐 결정한다.
잔존 탄소 수지는 탄소 순환과 온실 기체의 기후 민감도를 모델링하여 결정한다. IPCC에서는 2018년 이후 이산화 탄소 배출량이 420에서 570 기가톤(Gt)를 넘지 않는다면 2/3 확률로 온난화 수준을 1.5 °C 이하로 유지할 수 있다고 예측했다. 이는 현재 배출량 수준을 그대로 유지할 때 10-13년분에 해당한다. 탄소 수지의 경우 그 오차 범위가 더 크다. 예를 들어 영구 동토층과 습지에서 방출하는 메테인으로 이산화 탄소 배출량이 약 100기가톤 정도는 더 적어질 수 있다. 하지만 화석 연료 자원이 풍부하기 때문에 이 정도로 21세기의 탄소 배출을 제한하기에는 부족하다.

## 기후 변화의 영향

제6차 IPCC 평가 보고서에서 발간한, 농업과 생태계를 교란시킬 수 있는 토양 내 수분량 변화 예측 자료. 토양 내 수분량이 표준편차 1.0 단위로 감소한다는 말은 해당 지역의 평균 토양 수분량이 1850-1900년 사이에 9번째로 가장 건조했던 해의 수분량과 비슷하다는 의미이다.

### 환경의 영향
기후 변화는 바다, 얼음, 날씨 등등 환경 전반에 광범위하고 지대한 영향을 끼친다. 환경에 나타나는 변화는 점진적 혹은 급격하게 나타날 수 있다. 환경에 미치는 영향에 대한 연구는 과거의 기후 변화 연구, 기후 모델, 현대 기후 관측 등으로 찾을 수 있다. 1950년대 이후부터는 가뭄과 폭염이 동시에 나타나고 있으며 그 빈도 또한 증가하고 있다. 인도와 동아시아에서는 몬순 기간 극단적으로 습하거나 건조한 날씨가 발생하고 있다. 강수 빈도와 태풍, 허리케인의 강도도 점차 증가하고 있다. 열대 저기압의 발생 빈도는 기후 변화로 늘어나지 않았다. 하지만 2021년 네이처 지오사이언스 지에 실린 연구 논문에 따르면 기후 변화로 해들리 세포가 영향을 받아 열대 저기압의 영향을 받는 지역이 극 방향으로 확대될 것이라고 분석하였다.

미국의 전지구적 변화 연구 프로그램에서 2017년에 발표한 2100년까지의 역사적인 해수면 높이 재구성과 그 예측값.

지구의 해수면은 빙하의 융해, 그린란드와 남극의 빙상 융해, 열팽창 등으로 계속해서 높아지고 있다. 1993년부터 2020년까지 지구 해수면은 연간 3.3 ± 0.3 mm 상승했으며 시간이 지나면서 상승률이 더 빨라지고 있다. 21세기 말까지 IPCC의 예측에 따르면 지구의 해수면이 총 61–110 cm 상승할 수 있다고 전망하고 있다. 해수온도 증가하면서 남극 끄트머리의 빙하가 갈라지고 위협받고 있으며 이 때문에 빙상도 대규모로 녹을 위험이 존재하며 높은 온실 기체 배출량 시나리오에서는 2100년까지 해수면이 약 2 m까지 상승할 수 있다.
기후 변화로 수십년 간 북극해 해빙은 얉아지고 후퇴하고 있다. 1.5 °C 온난화 수준에서는 여름에 북극에 얼음이 아에 없는 경우는 거의 없다고 보고 있지만, 2 °C 온난화가 이뤄질 경우 약 3년에서 10년에 한번 꼴로 여름에 북극엔 얼음이 아에 없을 수도 있다고 전망하고 있다. 대기 중 이산화 탄소 농도도 증가하면서 해양화학에도 변화가 생기고 있다. 바다에 용해된 이산화 탄소가 증가하면서 바다는 점점 산성화되고 있다. 또한 바다가 따뜻해질수록 산소가 덜 용해되면서 바다의 산소 농도가 점점 줄어들고 있다. 바다에서 산소가 거의 없는 지역인 죽음의 지대도 늘어나고 있다.

### 티핑 포인트와 장기적인 영향
지구 온난화 수준이 더 늘어나면 이후 온도가 다시 낮아지더라도 특정 영향을 더 이상 피할 수 없는 한계치인 티핑 포인트를 넘어설 위험이 점점 늘어난다. 예를 들어 서남극과 그린란드 빙상의 붕괴는 1.5 - 2 °C 기온 상승으로 녹아내리며 일어날 수 있지만 얼마나 빨리 녹아내릴지는 불확실하며 미래의 온난화 수준이 어느 정도냐에 따라 차이가 생긴다. 또한 대서양 자오면 순환(AMOC)와 같은 지구상의 특정 해류가 아에 정지하는 등 짧은 시간 안에 대규모 변화가 발생할 수도 있다. 또한 티핑 포인트를 돌파하면 아마존 우림이나 산호초 같은 생태계에 되돌릴 수 없는 영구적인 피해를 남길 수도 있다.
기후 변화가 가져다 주는 장기적인 영향에는 추가적인 빙상 융해, 해양 온난화, 해수면 상승, 해양 산성화 등이 있다. 수 세기에서 수천년의 시간 척도에서는 기후 변화의 규모가 인위적인 이산화 탄소 배출량에 따라 달라질 것이다. 이는 이산화 탄소의 대기 중 수명이 매우 길기 때문이다. 바다의 이산화 탄소 흡수도는 매우 느리기 때문에 해양 산성화도 수백년에서 수천년간 점진적으로 일어날 것이다. 현재까지의 이산화 탄소 배출은 간빙기를 최소 10만년 이상 더 연장시킨 것으로 추정된다. 해수면 상승도 수 세기 동안 계속 진행될 것이며 2000년 이후에는 섭씨 1도 상승 당 2.3 m의 속도로 해수면이 상승하는 것으로 추정된다.

### 자연과 생태계
현대의 온난화로 수많은 육상 및 민물 종들을 극지방이나 더 높은 고도를 향해 몰아갔다. 대기 중 이산화 탄소 농도가 높아지고 성장 시기가 길어지며 전 지구적인 녹화가 진행되고 있다. 하지만 폭염과 가뭄으로 일부 지역의 생태계는 생산성이 저하하였다. 이렇게 서로 반대되는 효과가 합쳐져 미래에 어떻게 될 지는 불확실하다. 기후 변화는 아열대 지역의 사막화 확대와 같이 더 건조한 기후를 가진 지역이 확대되는 역할을 하였다. 지구 온난화의 규모와 그 속도는 생태계의 급격한 변화 가능성을 높이고 있다. 총체적으로 기후 변화는 수많은 종을 멸종시킬 것으로 추정된다.
바다는 육지보다 더 느리게 가열되지만, 해양의 동식물은 육지의 종들보다도 더 빨리 추운 극지방으로 이동하였다. 육지에서와 마찬가지로 기후 변화로 인해 바다의 폭염도 더 자주 발생해 산호초, 다시마목, 바닷새 등 다양한 해양 생물에 피해가 온다. 해양 산성화로 홍합, 따개비, 산호초와 같은 유기체가 조개 껍데기나 골격을 스스로 생산하기 어렵게 만들고 있으며, 바다 폭염으로 산호 백화 현상도 일어나고 있다. 기후 변화와 부영양화로 유해조류가 급격하게 생장하면 바다 내의 산소 수준이 급감하여 먹이 그물이 파괴되고 해양생물이 큰 손실을 입는다. 해양 생태계는 큰 스트레스를 받고 있다. 기후 변화와 기타 인간의 영향으로 세계 습지의 거의 절반이 아예 사라졌다.

### 인간에 끼치는 영향

IPCC 제6차 평가 보고서(2021년 간행)에 따르면 지구가 점점 따뜻해지면서 기상이변이 점점 흔해질 것이라 예측하고 있다.

기후 변화가 인간에 끼치는 영향은 전 세계에서 관측되고 있다. 대부분은 온난화와 강수량의 변화로 일어나고 있다. 기후 변화의 영향은 전 대륙과 전 해상에서 관측할 수 있으며, 위도가 낮고 개발도상국에서 가장 큰 위협에 직면해 있다. 지속적인 온난화는 인간과 생태계에 "심각하고 만연하며 돌이킬 수 없는" 큰 영향을 끼친다. 영향이 끼치는 위협은 불균형하게 분포하고 있으며 특히 개발도상국과 선진국의 저소득층에 더 큰 위협을 끼친다.

#### 음식과 보건
세계 보건 기구(WHO)는 기후 변화를 21세기 세계 보건에 가장 큰 위협 요소라고 분류했다. 기상이변은 인간의 부상과 인명 손실로 이어지며, 작황의 흉작은 영양실조 인구의 증가로 이어진다. 뎅기열이나 말라리아 같은 감염병은 더 따뜻한 기후에서 쉽고 빠르게 전염된다. 어린이는 식량 부족에 가장 취약하다. 또한 어린이와 노인은 극심한 폭염에 더욱 취약하다. 세계 보건 기구는 2030년에서 2050년 사이 기후 변화로 인해 매년 약 25만명이 추가로 더 사망할 것이라 전망했다. 사망자들은 노인의 극심한 폭염으로 인한 열사병 등으로 인한 사망, 설사, 말라리아, 뎅기열 감염자의 증가, 해안 침수, 어린이의 영양 부족 등으로 일어난다고 보았다. 가용 식량의 양과 질의 저하로 2050년까지 매년 성인 50만명 이상이 사망할 것으로 추정된다.
기후 변화는 전 세계의 식량 안보에도 영향을 주고 있다. 1981년에서 2010년 사이 전 세계 옥수수, 밀, 콩의 수확량이 감소하였다. 미래의 온난화는 주요 작물의 전 세계적 수확량을 더욱 감소시킬 수 있다. 저위도 국가에서는 농작물 생산량이 부정적인 영향을 받는 반면, 더욱 북쪽 고위도 국가에서는 긍정적이거나 부정적인 영향을 받을 것으로 추정된다. 전 세계적으로 최대 1억 8,300만명, 특히 저소득층이 이러한 작물 생산량 감소로 기아 위협에 처해 있다. 기후 변화는 어류 개체수에도 영향을 미친다. 전 세계적으로 어업 가능 인구가 계속해서 감소하고 있다. 빙하수 의존 지역, 이미 건조한 지역, 작은 섬 지역 등은 기후 변화로 물부족 위협이 더욱 증가한다.

#### 거주지와 생계
기후 변화로 심각한 경제적 피해를 입을 수 있고 이는 재앙적인 결과를 가져올 수 있다. 기후 변화는 이미 세계적 경제 불평등을 가져왔을 것으로 보이며 이 추세는 앞으로도 지속될 것으로 추정된다. 대부분의 피해는 지역 주민 대부분이 자연과 농업 자원에만 의존하는 사하라 이남 아프리카와 동남아시아일 것으로 예상된다. 세계은행은 기후 변화로 2030년까지 1억 2천만명 이상의 사람들이 빈곤층으로 떨어질 수 있다고 경고한다.
현재의 부와 사회적 지위에 따른 불평등은 기후 변화로 더욱 악화되었다. 기후 변화의 충격을 완화하고 적응, 복구하는데 있어 자원에 대한 통제력이 떨어지는 빈곤하고 소외된 사람들에게 더욱 큰 어려움이 닥친다. 특히 자기가 살아가고 있는 땅과 생태계에 의존해 연명하는 원주민들은 기후 변화로 건강과 생활 양식이 매우 큰 위협에 처해 있다. 또한 전문가들은 무력 분쟁에서 기후 변화가 차지하는 비율은 사회경제적 불평등이나 국가 역량의 요인보다는 적은 것으로 밝혀졌다
저지대 섬과 해안 마을은 해수면 상승으로 큰 위협을 받고 있으며 이 때문에 홍수도 더욱 빈번하게 발생한다. 이러다 간혹 땅이 바다속으로 완전히 사라지는 경우도 있다. 이렇게 땅이 물에 잠겨버리면 몰디브나 투발루 같은 작은 섬나라에 사는 국민들은 무국적 상태에 빠질 수도 있다. 꼭 땅이 완전히 사라지지 않더라도 온도나 습도가 지나치게 상승해서 인간이 적응할 수 없는 상태의 땅이 되버릴 수도 있다. 최악의 기후 변화를 가정한 컴퓨터 모델 연구에서는 미래에 인류의 3분의 1 이상이 현재의 사하라 사막과 같이 매우 덥고 사람이 살 수 없는 기후의 환경으로 바뀐다고 예측하고 있다. 이런 기후 변화는 국가 내 혹은 국가간을 이동하는 생태학적 난민을 만들 수 있다. 해수면 상승, 기상이변, 여기에 남은 천연자원을 두고 벌이는 갈등 증가로 더 많은 사람들이 난민으로 떠돌아 다닐 것이라 예측된다. 또한 기후 변화는 인간의 취약한 점이 더욱 강화되어 자원 부족으로 이주가 불가능한 "갇혀버린 사람들"도 늘어나게 만들 것이다.

## 온실 기체 배출량 감소 및 포집

2021년 11월 기준 각종 정책과 공약에 기반한 전 세계의 온실 기체 배출 시나리오.

기후 변화는 온실 기체 배출을 줄이고 대기 중의 온실 기체를 흡수하는 탄소 흡수원을 늘려 완화할 수 있다. 1.5 °C 이하로 온난화를 제한한다는 목표가 성공하기 위해서는 2050년까지, 2 °C 이하로 온난화를 제한하기 위해서는 2070년까지 전 세계 온실기체 배출량을 탄소 넷제로로 만들어야 한다. 이를 위해서는 에너지, 토지, 도시, 교통, 건물, 산업 등지에서 전례 없는 규모의 광범위하고 체계적인 변화가 필요하다. 유엔 환경 계획(UNEP)은 각국이 온난화 정도를 2 °C 이하로 제한하기 위해 향후 10년 이내에 파리 협정에서 제시한 각국 온실기체 감축 목표(NDC)를 3배로 늘려야 한다고 추정한다. 1.5 °C 제한 목표를 달성하기 위해서는 훨씬 더 강한 수준의 온실 기체 배출 감축이 필요하다. 2021년 10월 기준 체결된 파리 협정의 공약을 따른다고 해도 금세기 말까지 지구 온난화 수준이 약 2.7 °C(2.2–3.2 °C 범위)에 도달할 확률이 66%에 달한다.
지구의 온난화 수준을 1.5에서 2 °C로 제한할 수 있는 단 하나의 방법은 없으며 대부분의 시나리오와 전략에서는 필요한 만큼의 온실 기체 감축량을 발생하기 위해서 다양한 재생 에너지의 사용 증가와 함께 에너지 효율도 높여야 한다고 보고 있다. 생태계의 압력을 줄이고 탄소 흡수 능력을 높이기 위해서는 산림 벌채를 막고 산림 재조림을 통해 자연 생태계를 복원하는 등 농업과 임업 분야에서도 변화가 필요하다.
기후 변화를 완화하기 위한 다른 방식들은 높은 위험성을 가지고 있다. 지구의 온난화 수준을 1.5 °C 이하로 제한하는 시나리오에서는 보통 21세기 전반에 이산화 탄소 제거 기술을 대규모로 사용하게 된다고 예측하고 있다. 하지만 이러한 이산화 탄소 포집 및 제거 기술와 같은 기술의 과도 의존이나 환경에 끼치는 영향에 대한 부정적인 우려도 존재한다. 태양 지구공학 혹은 "일조량 관리"(SRM)이라는 지구로부터 들어오는 태양빛을 막는 기술도 온실 기체 배출량을 크게 줄일 수 있는 하나의 보완책이다. 하지만 일조량 관리 기술 또한 중요한 윤리적, 법적 문제를 안고 있으며 지구에 끼칠 위협이나 영향은 제대로 이해되지 않았다.

### 친환경 에너지

전 세계 에너지 생산에서 재생 가능 에너지의 비율이 급격하게 늘고 있지만 그럼에도 석탄, 석유, 천연가스가 주요 에너지원을 차지하고 있다.

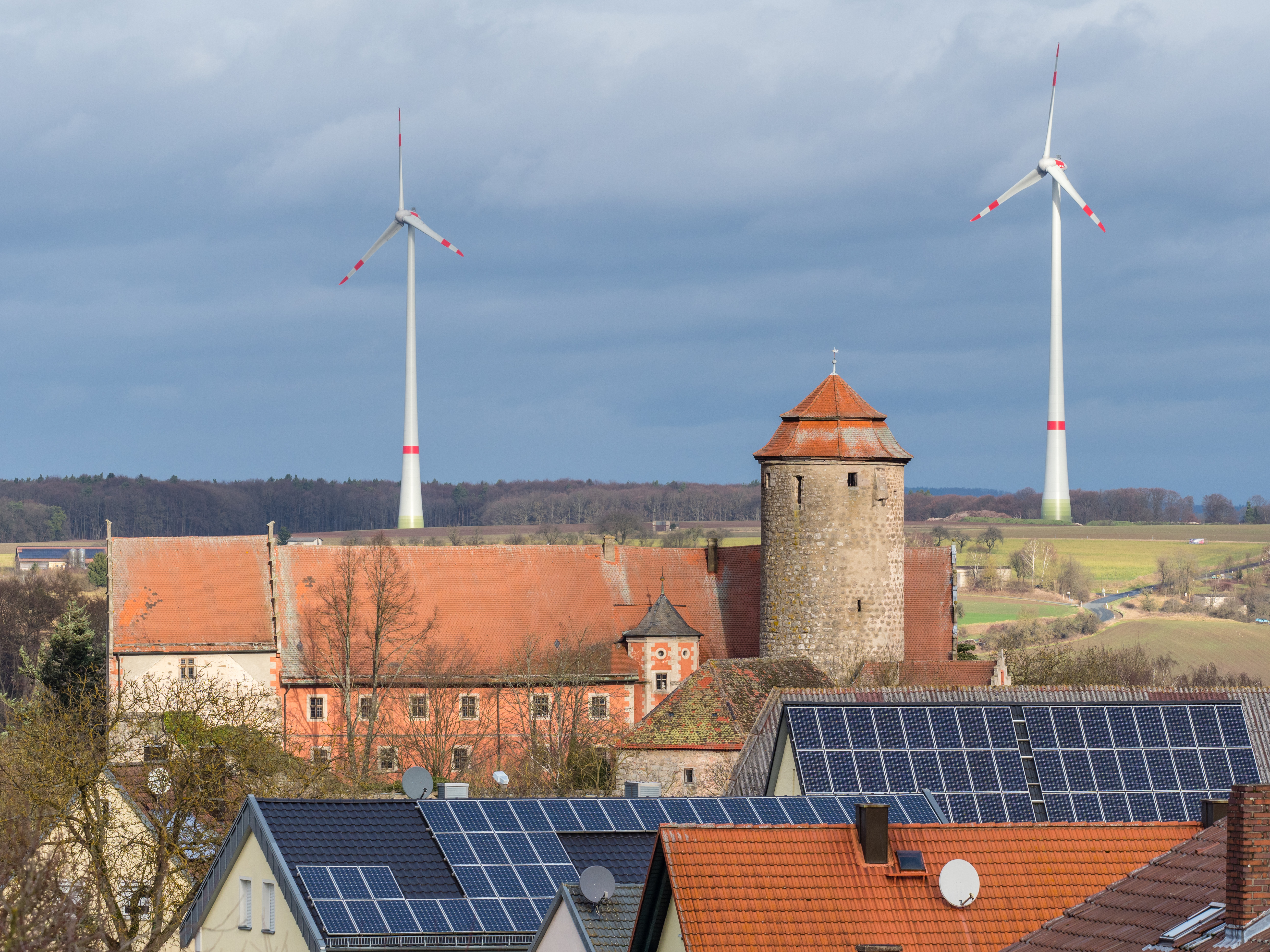
독일의 태양광 발전소와 풍력 발전소의 모습.

기후 변화를 제한하는 핵심적인 요소는 재생 가능 에너지이다. 2018년 기준 전 세계 에너지 생산의 80%를 화석 연료가 차지했다. 나머지 20%는 원자력 에너지와 수력, 바이오매스, 풍력 발전, 태양 에너지, 지열 에너지 등을 포함한 재생 가능 에너지가 양분했다. 이 비율은 향후 30년 이내에 크게 바뀔 것으로 전망된다. 새로운 발전소를 건설할 때 가장 저렴한 형태로 태양광 패널과 육지 풍력 발전소를 사용하고 있다. 2019년 새로 설치된 신규 전력 발전소의 75%가 재생 가능 에너지였고 이 중 대부분이 태양광 발전과 풍력 발전이다. 원자력이나 수력 같은 다른 형태의 에너지가 절대 발전 용량 측면에서는 큰 비율을 차지하고 있다. 하지만 이 두 에너지의 성장 전망은 태양광이나 풍력에 비해 매우 제한적인 수치로 분석된다.
2050년까지 탄소 중립을 달성하기 위해 재생 가능 에너지가 발전의 다수를 차지할 것이며, 일부 시나리오에서는 2050년까지 85% 이상이 재생 가능 에너지가 차지할 것으로 전망하고 있다. 석탄 투자는 없어질 예정이며 석탄 사용도 2050년까지 단계적으로 사라질 것이다.
또한 난방과 수송 분야에서 사용되는 중요 에너지원도 점점 전기로 대체돼야 한다. 교통 분야에서 배출되는 온실 기체는 기존의 차량을 전기차량으로 교체해 빠르게 줄일 수 있다. 대중교통과 액티브 모빌리티(자전거 및 보행)의 적극적 활용도 이산화 탄소 배출 감소에 큰 기여를 한다. 해운과 항공 분야에서는 온실 기체 배출량 저감을 위해 저탄소 연료를 사용할 수 있다. 난방의 경우에도 열펌프의 적극적 사용을 통해 점점 탈탄소화로 향할 수 있다.
재생 가능 에너지를 비롯한 친환경 에너지가 지속적으로 빠르게 성장하기 위해서는 넘어야 할 몇 가지 장애물이 있다. 풍력과 태양 에너지의 경우 새 건설 부지에 대한 환경 및 토지 사용 문제가 존재한다. 또한 풍력이나 태양 에너지를 사용한 발전의 경우 계절에 따라 혹은 여러 사정에 따라 발전량이 변화한다. 이렇게 가변적인 발전량을 가진 발전소의 발전량이 적을 땐 보통 양수 발전이나 재래식 발전소를 통해 안정화시켰다. 하지만 앞으로 배터리 저장 발전소가 확대되면 에너지의 수요와 공급을 맞출 수 있으며 장거리 송전으로 가변 재생 에너지의 출력에 유연하게 대처할 수 있다. 바이오 에너지의 경우 탄소 중립이 아닌 경우도 있으며, 식량 안보에 부정적인 영향을 줄 수 있다는 문제점이 있다. 원자력 에너지의 확대는 방사성 폐기물 문제와 핵확산 저지 문제, 원자력 사고 가능성 문제 때문에 큰 제한을 받는다. 수력 발전의 경우 최상의 입지를 갖춘 지역에서만 개발 가능하다는 큰 단점이 있으며 또한 새 수력 발전소는 사회적, 환경적 우려의 목소리가 커지고 있다.
저탄소 에너지는 기후 변화를 최소화해 인류 보건에 도움을 줄 수 있다. 또한 2016년 기준 연간 700만명으로 추산되었던 대기오염 사망자를 줄여주는 단기적인 이점도 존재한다. 온난화 정도를 2 °C로 제한하는 파리 협정의 목표를 달성할 경우 2050년까지 매년 약 백만명의 사망자가 줄어드며, 저탄소 에너지로 온난화 정도를 1.5 °C로 제한하는데 성공할 경우 수백만 명의 목숨을 살릴 수 있고 동시에 에너지 안보를 지키며 빈곤율도 줄일 수 있다.

### 에너지 절약
온실 기체 배출 절감을 위해선 에너지 수요를 줄이는 방향도 하나의 방법이다. 에너지 사용을 줄이면 친환경 에너지 개발을 위한 유연성이 더 높아진다. 또한 전력망 관리도 더 용이해지고 탄소 집약적인 인프라 개발도 최소화된다. 기후 목표를 달성하기 위해선 재생 가능한 에너지를 향한 투자에 비견되는 수준의 에너지 효율 향상 투자도 대폭 늘어나야 한다. 에너지 사용 패턴, 에너지 효율 향상 투자 및 자금 조달 부분은 코로나19와 관련된 몇 가지 변화로 향후 10여년의 예측을 더 어렵고 불확실하게 만들었다.
에너지 수요를 줄이기 위한 방법은 분야별로 다르다. 교통 분야의 경우 승객과 화물 운송을 버스나 기차같이 에너지 효율이 더 높은 교통수단으로 전환하거나 전기차량 사용으로 전환할 수 있다. 산업 분야에서는 난방 체계와 모터를 에너지 효율이 높은 것으로 전환하고 에너지 집약도가 낮은 제품을 설계하고 제품 수명도 더 길게 이어지도록 제조하는 방안 등이 있다. 건축 분야에서는 신축 건물의 설계를 더 에너지 효율적으로 계획하고 개축 시에도 더 높은 에너지 효율을 추구하는 방향으로 설계하는 방안이 있다. 히트펌프와 같은 난방기술 사용도 건축물의 에너지 효율을 높일 수 있다.

### 농업과 산업

직접적, 간접적 배출량을 고려하면 전 세계 온실 기체 배출량 중 가장 많은 양을 차지하는 분야가 산업이다.

농업과 임업의 경우 온실 기체 배출을 제한하고 추가적인 숲의 농경지화를 막으며 이 가운데에서도 증가하는 세계 식량 수요를 맞춰주어야 하는 세 가지 도전을 맞이하고 있다. 다양한 조치를 통해 농업과 임업의 온실 기체 배출을 2010년 수준에서 2/3로 감소할 수 있다. 그 조치에는 식량 및 기타 농산물 수요를 감소시키고 토지 생산성을 향상시키며 산림을 보호하고 복원하며 농업 생산에서 나오는 온실 기체 배출량을 감소하는 방법 등이 있다.
식량 수요 관리 관점에서 온실 기체 배출량을 줄일 수 있는 가장 핵심적인 요소는 사람들이 채식 기반 식단으로 식사하는 것이다. 육류와 유제품류를 위한 가축 생산을 없애면 농지와 기타 토지 이용으로 배출하는 전체 온실 기체 배출의 약 3/4을 없앨 수 있다. 가축은 지구의 전체 무빙 지대 면적의 37%를 차지하고 있으며 재배된 농작물의 12%를 가축 사료에 쓰고 있어 삼림 벌채와 토지 황폐화를 가속하고 있다.
철강과 시멘트 생산이 산업 분야 이산화 탄소 배출의 13%를 차지하고 있다. 두 산업에서는 코크스와 석회와 같은 탄소 집약적인 물질이 생산에 필수적인 역할을 하기 때문에 이산화 탄소 배출을 줄이기 위해서는 대체적인 화학 연구가 필요하다.

### 탄소 격리

대부분의 이산화 탄소 배출은 식물의 생장, 토양, 바다 등 탄소 흡수원으로 흡수되었다.(2020년 세계 탄소 수지 기준)

천연 탄소 흡수원을 강화하여 자연적으로 발생하는 수준을 넘는 훨씬 많은 이산화 탄소를 격리하게 만들 수 있다. 산림 재조림과 비림 지역의 수목 심기 활동이 가장 효율 좋고 검증된 이산화 탄소 격리 기술이지만 후자의 경우 농경지를 숲으로 다시 바꾸면서 발생하는 식량 안보에 대한 우려를 재기하는 목소리도 있다. 농업 분야의 경우 겨울철 피복작물 재배, 경작의 강도와 그 빈도의 감축, 퇴비와 거름을 사용해 토양 질을 바꾸는 등 여러 관습으로 토양에다가 탄소를 격리시키는 과정을 촉진시킬 수 있다. 해안 습지와 해초 서식지를 복원하거나 재생하여 유기물을 통한 탄소 흡수량을 늘릴 수 있다. 하지만 탄소가 토양과 나무와 같은 유기물을 통해 격리될 경우 토지 이용의 변화, 산불 혹은 생태계의 기타 여러 변화를 통해 격리되었던 탄소가 대기중으로 다시 방출될 위험성도 존재한다.
에너지 생산이나 이산화 탄소 집약적인 중공업의 경우 산업 생산 과정에서 발생한 불필요한 이산화 탄소를 모아다가 포집하여 대기중으로 방출하지 않고 따로 저장할 수 있다. 이런 이산화 탄소 포집 기술은 규모 면에서도 매우 제한적이고 비용도 매우 비싸지만 탄소 포집 및 저장(CCS) 기술은 21세기 중반까지 이산화 탄소 배출을 제한하는 데 중요한 역할을 할 것이다. 탄소 포집과 저장 기술은 바이오 기술과 융합하여(BECCS) 이산화 탄소 순배출량을 음의 값으로 만들어 역으로 대기 중의 이산화 탄소를 뽑아다가 저장할 수도 있다. 하지만 BECCS와 같은 기술이 온난화 수준을 1.5 °C 이내로 제한하는데 큰 역할을 할 수 있을진 불분명하다. 이산화 탄소 제거에 의존하는 정책 결정은 의사결정을 방만하게 만들어 국제적인 목표치를 넘어선 전지구적 온난화 위험성을 높인다.

## 기후 변화 적응
"기후 변화 적응"이란 기후 변화가 현재, 미래에 줄 영향과 그 변화에 적응하는 과정을 뜻한다. 하지만 추가적인 완화 없는 단순한 적응 시도는 "심각하고 광범위하며 돌이킬 수 없는" 영향의 위협을 피할 수 없다. 더욱 심각해지는 기후 변화는 더 격심한 변화와 적응을 필요로 하는데 이를 위해 필요한 비용이 매우 비쌀 수 있다. 인간이 가진 적응 능력과 잠재력은 지역과 사람에 따라 매우 다르며 개발도상국의 경우 평균적인 적응 능력이 매우 낮다. 21세기 첫 20년의 경우 기본적인 위생시설과 전기 접근성이 향상되어 대부분의 저소득, 중소득 국가의 적응 능력이 급격하게 높아졌지만 발전 과정이 아직 더디다. 대부분의 국가가 적응 정책을 실시하고 있다. 하지만 이를 위해 필요한 비용과 실제 가용 비용에는 큰 차이가 있다.
해수면 상승에 대한 적응으로는 위험 지역을 피하고 점점 증가하는 홍수와 함께 사는 법을 익히는 방안으로 구성된다. 만약 이런 조치도 실패한다면 물에 가라앉는 지역을 포기하는 관리된 후퇴 정책도 필요하다. 위험한 수준의 더위를 다루기 위해서는 큰 경제적 장벽이 존재한다. 여름철에 육체 노동을 피하거나 에어컨을 설치하는 일이 모든 사람에게 가능한 것은 아니다. 농업에서는 지속 가능한 식단으로 전환하고 작물을 다양화하고 침식을 통제하며 변화하는 기후에 대한 내성을 높이기 위해 농작물의 유전자를 개선하는 방안 등이 존재한다. 보험은 기후 변화가 가져올 위험을 헷징할 수 있지만 저소득층에게는 접근하기 매우 어렵다. 교육, 이민, 조기경보체계 도입은 기후 취약성을 줄일 수 있다.
생태계가 기후 변화에 적응하는 과정은 인간의 개입으로 도움을 받을 수 있다. 생태계 간의 연결성을 높여 생물 종들이 더 유리한 기후 조건으로 쉽게 이주할 수 있다. 특정 종들을 기후가 서식에 좋은 지역으로 이주시킬 수 있다. 자연과 반자연 지대를 보호하고 복원하면 회복력을 기르는데 도움을 줘 생태계의 적응을 더 쉽게 만들어준다. 생태계의 적응을 촉진하는 개입은 생태계 기반 적응을 통해 인간의 기후 변화 적응에도 큰 도움을 준다. 예를 들어 자연적인 화재 복구는 재앙적인 화재의 가능성도 줄이고 인간의 노출도도 감소시킬 수 있다.하천에 더 많은 여유 공간이 생기면 자연계에 더 많은 물을 저장할 수 있어 홍수 위험을 줄일 수 있다. 복원된 숲은 탄소 흡수원의 역할을 할 수 있지만 부적합한 곳에 나무를 심으면 기후 변화의 영향을 더 악화시킬 수 있다.
기후 변화의 적응과 완화 사이에는 시너지와 트레이드오프가 존재한다. 적응은 단기적인 이익을 주로 제공하는 반면 완화는 장기적인 이익을 가져다준다. 에어컨 사용이 증가하면 사람들이 더위에 더 잘 대처할 수 있게 만들지만 역으로 에너지 수요가 증가한다. 집약적인 도시 계획은 교통과 건설 분야에서 온실 기체 배출량을 줄이지만 그와 동시에 도시의 열섬 효과를 늘려 더 많은 사람들이 고온에 노출되는 피해를 가져온다. 식품 생산성의 증가는 적응과 완화에 큰 이점이 있다.

## 정치와 정책
| 높음 | 중간 | 낮음 | 매우 낮음 |

기후변화대응지수는 온실 기체 배출량(총 40%), 재생 에너지 사용도(20%), 에너지 사용량(20%), 기후 정책(20%) 기준에 따라 얼마나 기후 변화에 대응하는 정책을 시행하는지 국가별로 순위를 매긴다.

기후 변화에 가장 취약한 국가들은 대부분 전 세계 온실 기체 배출량에서 극히 미미한 비율만을 차지하고 있다. 이 때문에 기후 정의와 공공성에 관한 문제가 계속 제기된다. 기후 변화는 지속 가능한 개발과도 같이 엮여있다. 기후 변화를 제한하면 빈곤 퇴치나 불평등 감소 같은 지속가능 개발 목표 달성이 훨씬 쉬워진다. 이 연관성은 지속가능 개발 목표 제13호의 "기후 변화와 그 영향을 방지하기 위한 긴급한 조치 실시"라는 항목으로도 분리되어 있다. 식량, 깨끗한 물, 생태계 보호에 관련된 목표도 기후 변화 완화와 큰 조화를 이룬다.
기후 변화의 지정학적 문제는 매우 복잡하다. 모든 국가는 한 국가의 기후 변화 완화 정책으로 이익을 얻긴 하지만 개별 국가는 저탄소 경제로 전환하는 그 자체로 손해를 본다며 이는 종종 "무임승차 문제"라는 프레임으로 도식화되기도 한다. 하지만 이 프레임에는 문제가 있다. 예를 들어 석탄의 단계적 사용 중단을 통해 얻는 공중보건 및 지역 환경에서 얻는 이점은 거의 모든 국가에서 그 이득이 비용을 초과한다. 게다가 화석 연료 순수입국은 친환경 에너지로 전환하면 경제적으로 이득을 얻기 때문에 순수출국의 경우에는 화석 연료를 더 이상 팔 수 없어 좌초자산화된다.

### 정책 선택지
배출량 절감을 위해 다양한 정책, 규제, 법을 사용하고 있다. 2019년 기준 탄소 가격제가 전 세계 온실 기체 배출량의 20%를 차지하고 있다. 탄소는 탄소세와 탄소 배출 거래를 통해 가격을 책정할 수 있다. 전 세계의 화석 연료 보조금은 2017년 기준 약 3,190억 달러이며 대기 오염과 같은 화석 연료로 동반된 간접적 비용은 약 5조 2천억 달러로 책정되었다. 이를 전부 철폐하면 전 세계 탄소 배출량이 28% 감소하며 대기 오염 사망자는 46% 줄일 수 있다. 화석 연료 보조금에서 절약된 비용은 친환경 에너지로 전환하는 데 사용할 수 있다. 온실 기체 배출을 줄이기 위한 보다 직접적인 방법으로는 차량의 환경 기준이나 재생 가능 연료 기준 제정, 중공업의 대기 오염 규제 등이 있다. 일부 국가는 전력 생산에서 전력 회사들에게 재생 에너지의 비중 증가를 요구하기도 한다.
기후 정의의 관점에서는 인권 문제와 사회적 불평등 해결을 위한 정책을 고안한다. 예를 들어 가장 큰 배출량을 차지하는 부유국들이 기후 변화 적응을 위해 가난한 국가들에게 돈을 지불해야 한다는 정책도 고안되고 있다. 또한 화석 연료의 사용이 감소하면서 해당 분야의 일자리도 덩달아 줄어드는데 공정한 에너지 전환 달성을 위해 기존 분야에 고용되었던 사람들에게 다른 직업 전환을 위한 재교육 투자가 필요하다. 화석 연료 분야 노동자가 많은 지역에서는 더 많은 투자가 필요하다.

### 국제 협약

2000년 이후 중국과 기타 전 세계의 이산화 탄소 배출량의 증가분은 미국과 유럽의 방출량을 넘어섰다.

1인당 이산화 탄소 배출량을 따지면 미국은 전 세계 다른 지역보다 훨씬 더 많은 양을 배출하고 있다.

국제적인 협약을 제정함으로써 기상이변의 주요한 원인으로 제기되는 기후 변화 가속화를 막으려는 노력들이 있다. 이 중 전 세계 거의 모든 국가가 비준한 협정으로 1994년 제정된 기후변화에 관한 유엔 기본 협약(UNFCCC)가 있다. 유엔 기본 협약은 기후계에 대한 인간의 위험한 간섭을 미리 방지한다는 목표를 담고 있다. 협약에서는 생태계가 기후 변화에 자연적으로 적응할 수 있고 식량 생산이 위협받지 않으며 안정적인 경제 발전이 가능한 수준으로 대기 중 온실 기체 농도가 안정화되어야 한다고 명시하고 있다. 기본 협약에서는 자체적으로 배출량을 규제하진 않았고 단지 협약을 위한 기초 토대만을 제시한다. 실제로 협약 체결 이후 전 세계의 온실 기체 배출량은 증가했다. 이후 세계적인 연례 협상 총회가 열리고 있다.
1997년 제정된 교토 의정서에서는 위의 유엔 기본 협약을 확대해 대부분의 선진국의 온실 기체 배출을 제한하는 법적 구속력을 가진 약속이 포함되었다. 협상 기간 개발도상국을 대표하는 집단인 77 그룹은 선진국이 대기 중 온실 기체 축적에 가장 큰 기여를 차지했으므로 선진국이 "주도적으로" 온실 기체 배출량을 줄여야 한다고 주장했다. 당시 1인당 온실 기체 배출량은 개발도상국에서 상대적으로 매우 낮았고 개발도상국이 자국 내 개발 요구를 맞추기 위해서는 더 많은 온실 기체를 배출해야 했다.
2009년 제정된 코펜하겐 협정은 그 목표치가 너무 낮아 대체적으로 실망스러운 결과라는 의견이 많으며, 77 그룹의 개발도상국은 코펜하겐 협정을 거부했다. 코펜하겐 협정의 당사국들은 지구의 추가 온도 상승을 2 °C 이내로 제한하기로 합의했다. 또한 협정에서는 2020년까지 기후 변화의 완화와 적응을 위해 개발도상국에게 매년 1천억 달러를 원조를 목표로 하는 녹색기후기금 설립에도 합의했다. 하지만 2020년 기준 녹색기후기금은 예상 목표 금액에 미치지 못했고 자금 조달도 축소될 위협에 처해 있다.
2015년에는 모든 유엔 국가가 지구 온난화를 2.0 °C 이하로 유지하고 추가적인 온난화 폭을 1.5 °C로 이내로 유지하겠다는 내용을 담은 파리 협정에 합의했다. 파리 협정은 교토 의정서를 대체했다. 교토 의정서와는 달리 파리 협정에는 구속력있는 구체적인 배출량 제한 목표치가 정해지지 않았다. 대신 일련의 제한 절차가 구속력을 가지게 되었다. 각국은 5년마다 정기적으로 더 진보적인 배출량 제한 목표를 세우고 목표 달성 정도를 평가해야 한다. 또한 파리 협정에서는 개발도상국을 재정적으로 지원해야 한다고 재차 언급했다. 2022년 기준 194개국과 유럽 연합이 파리 협정에 서명했으며 191개국과 유럽 연합이 파리 조약을 비준하거나 당사국으로 가담했다.
오존층을 파괴하는 기체 배출을 금지하는 국제 협약인 1987년 몬트리올 의정서이 온실 기체 배출을 억제하는 데 있어서 교토 의정서가 설계했던 내용보다 더욱 효과적이었다는 분석도 있다. 몬트리올 의정서를 수정한 2016년 키갈리 개정안은 오존층을 파괴하는 기체를 대체하는 역할을 했던 강력한 효과를 내는 온실 기체인 수소불화탄소의 배출을 억제한다는 목표를 제시했다. 이는 몬트리올 의정서를 기후 변화 대처에 더욱 강력하게 대응하는 협정을 바꿨다.
하지만 지구 온난화를 막기 위한 국제 협약 참여에 미진한 일부 국가들을 지적하기도 한다. 미국이 대표적인 예이다. 중화인민공화국의 경우에도 석탄 탄광 개발과 급속한 산림 파괴, 산업 개발로 이산화탄소 방출량 증가율이 세계 최고에 이르고 있지만 교토 의정서 기후변화협약에 서명하지 않고 있다. 전문가들은 이들 국가의 입장 표명이 앞으로 열릴 유엔 환경장관 회의를 앞두고 대부분의 전문가들이 이들 국가의 참여가 '온난화를 극복하는 열쇠' 가 될 것이라고 예상하고 있다. 2007년에는 반기문 국제 연합 사무총장이 미국과 중화인민공화국에 직접적으로 환경 문제에 대해 적극적인 참여를 요구했다.

### 각국 내 대응
2019년 영국 의회가 기후 비상사태를 선포하면서 사상 처음으로 정부가 기후 비상사태를 선포하였다. 뒤이어 다른 국가와 관할지도 차례로 기후 비상사태를 선포하였다. 같은 해 유럽 의회는 "기후 및 환경 비상사태"를 선포했다. 또한 유럽 연합 집행위원회는 2050년까지 유럽 연합을 탄소 중립으로 만든다는 목표인 유럽 그린딜을 발표했다. 아시아 지역 국가도 비슷한 목표를 공약하였다. 예를 들어 대한민국과 일본은 2050년까지, 중화인민공화국은 2060년까지 탄소 중립을 달성하겠다고 공약했다. 2021년 유럽 연합 집행위원회는 자동차 산업에 대한 강력안 규제를 포함한 핏 포 55 입법 패키지안을 가결했다. 이 법안은 유럽 연합 시장에 출시되는 모든 신차는 2035년부터 반드시 제로 배출 차량(ZEV)여야 한다는 내용을 담고 있다. 인도 또한 재생 가능 에너지를 향해 강력한 인센티브를 주고 있긴 하지만 인도에서는 여전히 석탄 산업이 계속 확장되고 있다.
2021년 기준 파리 협정 가맹국의 40%를 차지하는 48개국의 국가기후계획 정보를 토대로 보면 추정된 총 온실 기체 배출량은 2010년과 비교해서 0.5% 감소하며 이는 지구 온난화 수준을 1.5 °C나 2 °C로 제한하기 위해 필요한 감소 목표의 45% 혹은 25%에 해당한다.

## 사회적 반응

### 부정론과 허위 정보

지구의 기온은 상승하고 있지 않다고 허위 정보를 주장하기 위해 짧은 기간의 데이터만 체리 피킹하여 나열한 모습. 장기적인 온난화 추세선이 빨강 선으로 표시되어 있는데, 이 중 짧은 기간의 정체 추세선인 파랑 선이 보인다. 중간의 파란 점은 흔히 말하는 '지구 온난화 휴지기' 시기의 평균 기온이다.

기후 변화와 관련된 대중의 논쟁은 기후 변화 부정자와 오보에 큰 영향을 받아왔는데 이는 미국에서 발흥하여 이후 다른 국가, 특히 캐나다와 오스트레일리아로 크게 확산되었다. 기후 변화 부정의 배후에 있는 지지자들은 화석 연료 회사, 산업 단체 모임, 보수주의 싱크탱크, 역행주의적 과학자들의 지원을 받아 자금 지원을 많이 받으며 조직 연합도 강대하다. 담배 산업처럼 이런 부정론자들의 주요 전술은 과학적인 데이터와 그 도출 결과에 의심을 품어내게 만드는 방향이었다. 인위적인 기후 변화라는 과학적 합의에 대해 부정하거나 무시, 또는 부당한 의심을 하는 자들을 보통 "기후 변화 회의론자"라고 부르긴 하지만 일부 과학자들은 이를 부적절한 명칭이라고 지적한다.
기후 변화 부정에는 여러 종류가 존재한다. 어떤 이들은 온난화가 일어난다는 사실 자체를 부정하며 어떤 이들은 온난화의 발생 자체는 인정하지만 이는 자연적인 요인 때문이라고 주장하며 또 어떤 이들은 기후 변화가 가져올 영향에는 부정적인 면이 거의 없다고 주장한다. 과학에 대한 '만들어진 불확실성'은 나중에 만들어진 논쟁(Manufactured controversy)으로도 이어졌다. 정책 변화를 막기 위해 과학계 내에서 기후 변화에 대해서 상당한 불확실함과 논쟁이 있다는 잘못된 믿음이 만들어졌다. 이런 발상을 촉진하기 위해 과학 기관과 학계를 비판, 공격하고 개별 과학자들의 동기에 대해 음흉한 목적을 가지고 있다는 등 의문을 제기하는 전략을 사용한다. 기후 변화를 부정하는 블로그와 미디어의 에코챔버는 기후 변화에 대한 오해를 더욱 부추겼다.

### 대중의 인식과 여론

대중은 인간이 기후 변화를 일으켰다는 논지에 대해 과학계에서 어느 정도로 합의되었는지에 대한 생각을 과소평가한다. 실제로는 2019년부터 2021년까지 연구에 따르면 학계의 합의 정도는 98.7%에서 많게는 100%까지도 이르는 것으로 나타났다.

기후 변화는 1980년대 후반부터 국제적으로 대중의 관심을 받기 시작했다. 1990년대 초 언론 보도 때문에 사람들은 종종 기후 변화를 오존층 파괴와 같은 다른 환경 문제와 혼동하기도 했다. 대중 문화에서는 기후물 영화인 《투모로우》(2004년)와 앨 고어의 다큐멘터리인 《불편한 진실》(2006년)이 기후 변화를 다룬 주요 영화 중 하나이다.
기후 변화에 대한 대중의 관심과 이해도는 지역, 성별, 나이, 정치 성향에 따라 차이가 존재한다. 더 고수준의 교육을 받은 사람들일수록, 또한 일부 국가에서 여성이거나 청년층일수록 기후 변화를 심각한 위협으로 바라보는 정도가 더 컸다. 정치 성향에 따른 인식 격차는 수많은 국가에서 찾아볼 수 있었으며, 또한 이산화 탄소 배출량이 많은 국가일수록 기후 변화에 대한 우려도가 더 낮은 경향도 있다. 기후 변화의 원인에 대한 견해는 국가마다 매우 다르다. 하지만 시간이 지나면서 문제 인식도가 점점 늘어나 2021년 기준으로 대다수 국가의 대다수 시민들이 기후 변화에 대해 강한 수준의 걱정을 표하거나 세계적인 비상사태 상황으로 인식하고 있다. 기후 변화에 대한 우려가 클수록 기후 변화를 다루는 정책에 대한 대중의 지지도도 더욱 강력해진다.

#### 기후 운동
정치 지도자에게 기후 변화를 막기 위한 조치를 취하길 요구하는 기후 시위가 진행되고 있다. 시위자들은 공개적인 시위, 화석 연료 폐기, 소송 및 기타 형태로 다양한 활동을 하고 있다. 대표적인 기후 시위로는 동맹휴학의 일종인 청소년 기후행동 시위가 있다. 이 시위에서 전 세계의 청소년들이 스웨덴의 10대 소녀 그레타 툰베리의 영감을 받아 2018년부터 특정 금요일마다 학교를 나오지 않는 동맹휴학 시위를 열고 있다. 멸종에의 반란과 같은 단체들은 도로와 대중교통 수단을 점거하는 대규모 시민 불복종 행동을 벌이기도 한다. 공공기관과 기업에게 기후 행동을 강화하기 위한 도구로 소송이라는 수단도 점점 많이 사용하고 있다. 활동가들은 정부를 향한 소송도 제기하면서 정부에게 온실 기체 배출 감축 목표를 취하거나 기후 변화에 관한 기존법을 시행할 것을 요구하고 있다. 또한 화석 연료 회사를 상대로도 손망실에 대한 보상을 요구하며 소송을 제기하는 경우도 있다.

## 역사

### 초기 발견

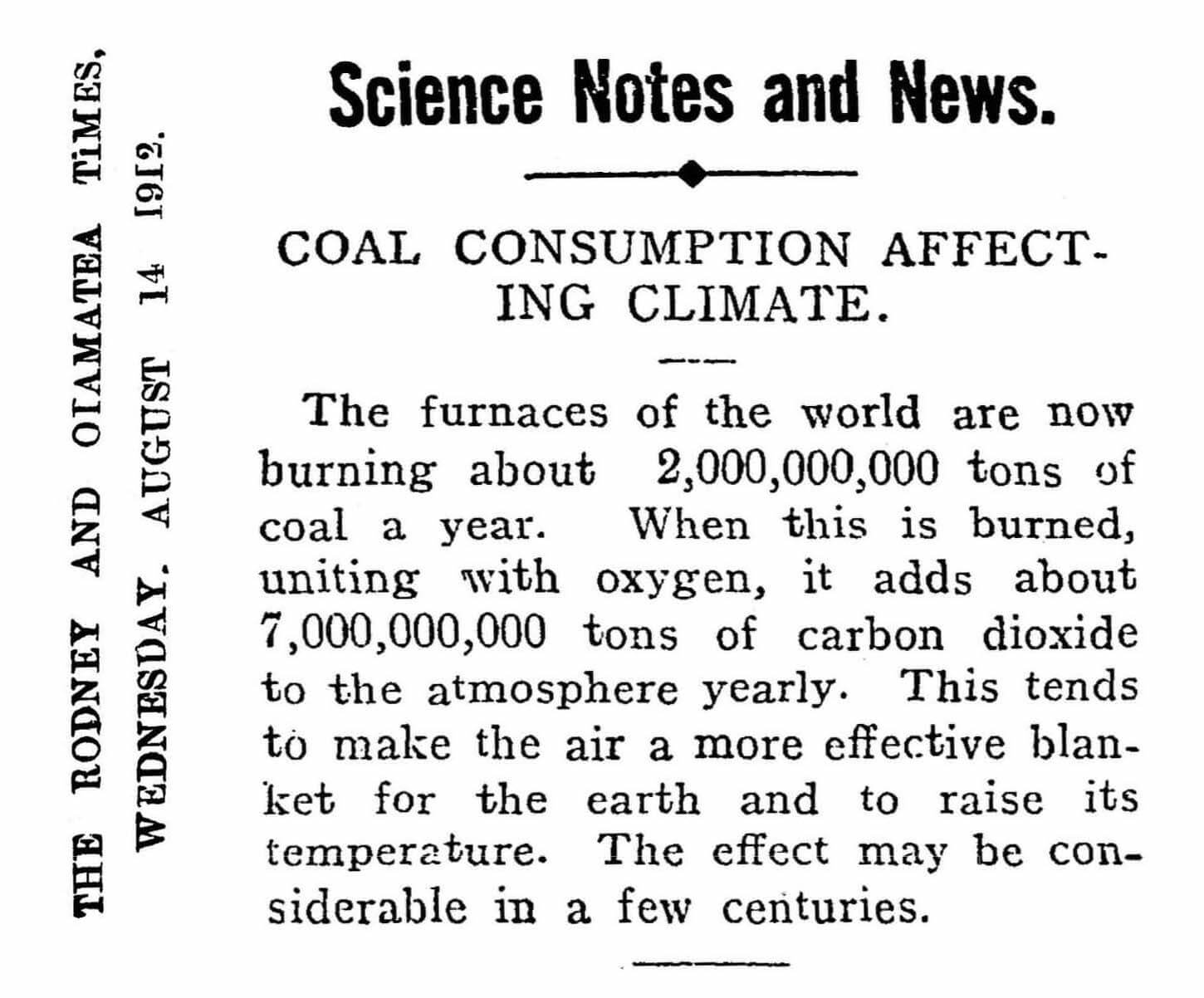
1912년 다음 신문 기사는 석탄을 태워서 발생한 이산화 탄소가 어떻게 지구 온난화와 기후 변화를 유발하는지 온실 효과를 짤막하게 설명하고 있다.

1820년대 조제프 푸리에는 어떻게 지구의 기온이 태양의 에너지만으로 설명할 수 있는 온도보다 더 높았는지를 해명하기 위해 온실 효과라는 설명을 도입했다. 햇빛은 지구의 대기를 투명하게 지나가므로 지구 표면에 햇빛이 도달하고 이 빛은 열로 전환된다. 하지만 열은 적외선 형태로 대기를 투명하게 지나갈 수 없어 지구에서 반사된 열의 일부분이 대기에 흡수되어 지구를 따듯하게 만든다.
1856년 유니스 뉴턴 푸트(Eunice Newton Foote)는 태양의 온난화 효과는 건조한 공기보다는 수증기가 함유된 공기에서 더 크며 이산화 탄소가 있으면 온난화 효과가 훨씬 커짐을 증명했다. 푸트는 "대기 중의 기체가 지구의 기온을 높게 만들 것이다"라고 말하기도 했다.
1859년부터 존 틴들은 건조한 공기의 99%를 차지하는 질소와 산소가 복사열을 흡수하지 않고 투명하게 그냥 지나간다는 사실을 밝혀냈다. 하지만 수증기, 메테인, 이산화 탄소와 같은 다른 기체가 복사열을 흡수하고 그 열을 대기로 재방사한다. 틴들은 이렇게 온실 효과를 만드는 기체의 농도 변화가 과거의 빙하기와 같은 기후 변화를 일으켰다고 주장했다.
스반테 아레니우스는 대기 중의 수증기량은 지속적으로 변화하지만 대기 중 이산화 탄소의 농도는 장기간의 지질학적 과정에 큰 영향을 받는다고 주장했다. 이산화 탄소 증가로 인한 온난화는 수증기양을 증가시켜 양성 피드백 루프를 통해 온난화를 더욱 증폭시킨다. 1896년 아레니우스는 이산화 탄소의 양이 그 절반으로 줄어들면 빙하기 시작 수준으로 기온이 감소할 수 있다고 예측한 최초의 기후모델을 발표했다. 아레니우스는 이산화 탄소의 농도가 두배로 증가할 경우 기온 상승 정도가 5–6 °C에 달할 것이라고 예측했다. 다른 과학자들은 처음에 이 주장을 회의적으로 받아들였고 온실 효과의 포화 때문에 이산화 탄소 농도의 증가가 기온에 아무 영향이 없을 것이며 기후는 스스로 원 상태로 조절될 수 있다고 생각했다. 1938년 가이 스튜어트 켈런더는 기후가 온난화되고 있으며 이산화 탄소 농도가 증가중이라는 증거를 발표했으나, 켈런더의 계산은 반대자의 의견에도 맞는 논리였다.

### 학계의 합의 형성 과정
1950년대 길버트 플러스는 다양한 대기층과 적외선 대역을 포함한 상세한 컴퓨터 기후 모델을 만들었다. 이 모델에서는 이산화 탄소 농도가 증가하면 온난화 현상이 발생한다고 예측했다. 비슷한 시기 한스 쉬스는 이산화 탄소 농도가 증가하는 중이라는 증거를 발견했으며, 로저 레빌은 해양이 증가한 이산화 탄소를 전부 흡수하지 못한다는 수치를 보여주었다. 이후 두 과학자는 찰스 데이비드 킬링과 함께 지속적으로 대기 중의 증가하는 이산화 탄소 농도를 그린 그래프인 "킬링 곡선"을 그리는 일을 도와주었다. 이후 과학자들은 대중에게 경고하기 시작했고 그 위험성은 1988년 제임스 한센이 미국 의회에서 증언하면서 강조되었다. 1988년에는 세계 각국 정부에게 공식적인 조언을 제공하고 학제간 연구에 박차를 가하기 위해 유엔의 전문 기관인 기후 변화에 관한 정부간 협의체(IPCC)가 세워졌다. IPCC 보고서 내에서 과학자들은 동료평가된 과학 학술지에 실린 여러 과학적 토의를 평가한다.
기후가 점점 온난화되고 있으며 이 온난화가 인간의 활동으로 발생한다는 결론은 거의 완전히 과학적 합의를 이루었다. 2019년 기준 문헌과 논문에 따른 과학적 합의 정도는 99% 이상이다. 국내, 혹은 국제적으로 권위를 가진 과학 단체 중 이 견해에 부정하는 곳은 존재하지 않는다. 또한 기후 변화의 영향으로부터 사람들을 보호하기 위해 어떤 형태로든 조치가 필요하다는 합의는 더욱 발전하였다. 각국의 국립 과학 아카데미는 세계 지도자들에게 온실 기체 배출량을 줄이라고 요구했다. 2021년 IPCC 평가 보고서에서는 기후 변화가 인간이 야기했다는 점이 "매우 명백하다"(unequivocal)고 말했다.

## 같이 보기
- 인류세 - 인간이 지질학에 미친 영향이 나타난 시기를 따로 구분하자는 제안된 지질학적 시기
- 기후 변동 및 변화
- 기후 과학자 목록
- 기후변화에 관한 논란

## 참고 문헌

### IPCC 보고서
제4차 평가 보고서
- IPCC (2007).  Solomon, S.; Qin, D.; Manning, M.; Chen, Z.;  외., 편집. 《Climate Change 2007: The Physical Science Basis》. Contribution of Working Group I to the Fourth Assessment Report of the Intergovernmental Panel on Climate Change. Cambridge University Press. ISBN 978-0-521-88009-1.

  - Le Treut, H.; Somerville, R.; Cubasch, U.; Ding, Y.;  외. (2007). 〈Chapter 1: Historical Overview of Climate Change Science〉 (PDF). 《IPCC AR4 WG1 2007》. 93–127쪽.
  - Randall, D. A.; Wood, R. A.; Bony, S.; Colman, R.;  외. (2007). 〈Chapter 8: Climate Models and their Evaluation〉 (PDF). 《IPCC AR4 WG1 2007》. 589–662쪽.
  - Hegerl, G. C.; Zwiers, F. W.; Braconnot, P.; Gillett, N. P.;  외. (2007). 〈Chapter 9: Understanding and Attributing Climate Change〉 (PDF). 《IPCC AR4 WG1 2007》. 663–745쪽.

- IPCC (2007).  Parry, M. L.; Canziani, O. F.; Palutikof, J. P.; van der Linden, P. J.;  외., 편집. 《Climate Change 2007: Impacts, Adaptation and Vulnerability》. Contribution of Working Group II to the Fourth Assessment Report of the Intergovernmental Panel on Climate Change. Cambridge University Press. ISBN 978-0-521-88010-7. 2018년 11월 10일에 원본 문서에서 보존된 문서. 2013년 2월 9일에 확인함.

  - Rosenzweig, C.; Casassa, G.; Karoly, D. J.; Imeson, A.;  외. (2007). 〈Chapter 1: Assessment of observed changes and responses in natural and managed systems〉 (PDF). 《IPCC AR4 WG2 2007》. 79–131쪽.
  - Schneider, S. H.; Semenov, S.; Patwardhan, A.; Burton, I.;  외. (2007). 〈Chapter 19: Assessing key vulnerabilities and the risk from climate change〉 (PDF). 《IPCC AR4 WG2 2007》. 779–810쪽.

- IPCC (2007).  Metz, B.; Davidson, O. R.; Bosch, P. R.; Dave, R.;  외., 편집. 《Climate Change 2007: Mitigation of Climate Change》. Contribution of Working Group III to the Fourth Assessment Report of the Intergovernmental Panel on Climate Change. Cambridge University Press. ISBN 978-0-521-88011-4. 2014년 10월 12일에 원본 문서에서 보존된 문서. 2013년 2월 9일에 확인함.
  - Rogner, H.-H.; Zhou, D.; Bradley, R.; Crabbé, P.;  외. (2007). 〈Chapter 1: Introduction〉 (PDF). 《IPCC AR4 WG3 2007》. 95–116쪽.

제5차 평가 보고서
- IPCC (2013).  Stocker, T. F.; Qin, D.; Plattner, G.-K.; Tignor, M.;  외., 편집. 《Climate Change 2013: The Physical Science Basis》 (PDF). Contribution of Working Group I to the Fifth Assessment Report of the Intergovernmental Panel on Climate Change. Cambridge, UK & New York: Cambridge University Press. ISBN 978-1-107-05799-9.. AR5 Climate Change 2013: The Physical Science Basis — IPCC
  - IPCC (2013). 〈Summary for Policymakers〉 (PDF). 《IPCC AR5 WG1 2013》.
  - Hartmann, D. L.; Klein Tank, A. M. G.; Rusticucci, M.; Alexander, L. V.;  외. (2013). 〈Chapter 2: Observations: Atmosphere and Surface〉 (PDF). 《IPCC AR5 WG1 2013》. 159–254쪽.
  - Rhein, M.; Rintoul, S. R.; Aoki, S.; Campos, E.;  외. (2013). 〈Chapter 3: Observations: Ocean〉 (PDF). 《IPCC AR5 WG1 2013》. 255–315쪽.
  - Masson-Delmotte, V.; Schulz, M.; Abe-Ouchi, A.; Beer, J.;  외. (2013). 〈Chapter 5: Information from Paleoclimate Archives〉 (PDF). 《IPCC AR5 WG1 2013》. 383–464쪽.
  - Bindoff, N. L.; Stott, P. A.; AchutaRao, K. M.; Allen, M. R.;  외. (2013). 〈Chapter 10: Detection and Attribution of Climate Change: from Global to Regional〉 (PDF). 《IPCC AR5 WG1 2013》. 867–952쪽.
  - Collins, M.; Knutti, R.; Arblaster, J. M.; Dufresne, J.-L.;  외. (2013). 〈Chapter 12: Long-term Climate Change: Projections, Commitments and Irreversibility〉 (PDF). 《IPCC AR5 WG1 2013》. 1029–1136쪽.

- IPCC (2014).  Field, C. B.; Barros, V. R.; Dokken, D. J.; Mach, K. J.;  외., 편집. 《Climate Change 2014: Impacts, Adaptation, and Vulnerability. Part A: Global and Sectoral Aspects》. Contribution of Working Group II to the Fifth Assessment Report of the Intergovernmental Panel on Climate Change. Cambridge University Press. ISBN 978-1-107-05807-1.. Chapters 1–20, SPM, and Technical Summary.
  - Jiménez Cisneros, B. E.; Oki, T.; Arnell, N. W.; Benito, G.;  외. (2014). 〈Chapter 3: Freshwater Resources〉 (PDF). 《IPCC AR5 WG2 A 2014》. 229–269쪽.
  - Porter, J. R.; Xie, L.; Challinor, A. J.; Cochrane, K.;  외. (2014). 〈Chapter 7: Food Security and Food Production Systems〉 (PDF). 《IPCC AR5 WG2 A 2014》. 485–533쪽.
  - Smith, K. R.; Woodward, A.; Campbell-Lendrum, D.; Chadee, D. D.;  외. (2014). 〈Chapter 11: Human Health: Impacts, Adaptation, and Co-Benefits〉 (PDF). 《In IPCC AR5 WG2 A 2014》. 709–754쪽.
  - Olsson, L.; Opondo, M.; Tschakert, P.; Agrawal, A.;  외. (2014). 〈Chapter 13: Livelihoods and Poverty〉 (PDF). 《IPCC AR5 WG2 A 2014》. 793–832쪽.
  - Cramer, W.; Yohe, G. W.; Auffhammer, M.; Huggel, C.;  외. (2014). 〈Chapter 18: Detection and Attribution of Observed Impacts〉 (PDF). 《IPCC AR5 WG2 A 2014》. 979–1037쪽.
  - Oppenheimer, M.; Campos, M.; Warren, R.; Birkmann, J.;  외. (2014). 〈Chapter 19: Emergent Risks and Key Vulnerabilities〉 (PDF). 《IPCC AR5 WG2 A 2014》. 1039–1099쪽.
- IPCC (2014).  Barros, V. R.; Field, C. B.; Dokken, D. J.; Mach, K. J.;  외., 편집. 《Climate Change 2014: Impacts, Adaptation, and Vulnerability. Part B: Regional Aspects》 (PDF). Contribution of Working Group II to the Fifth Assessment Report of the Intergovernmental Panel on Climate Change. Cambridge, UK & New York: Cambridge University Press. ISBN 978-1-107-05816-3.. Chapters 21–30, Annexes, and Index.
  - Larsen, J. N.; Anisimov, O. A.; Constable, A.; Hollowed, A. B.;  외. (2014). 〈Chapter 28: Polar Regions〉 (PDF). 《IPCC AR5 WG2 B 2014》. 1567–1612쪽.

- IPCC (2014).  Edenhofer, O.; Pichs-Madruga, R.; Sokona, Y.; Farahani, E.;  외., 편집. 《Climate Change 2014: Mitigation of Climate Change》. Contribution of Working Group III to the Fifth Assessment Report of the Intergovernmental Panel on Climate Change. Cambridge, UK & New York, NY: Cambridge University Press. ISBN 978-1-107-05821-7.
  - Blanco, G.; Gerlagh, R.; Suh, S.; Barrett, J.;  외. (2014). 〈Chapter 5: Drivers, Trends and Mitigation〉 (PDF). 《IPCC AR5 WG3 2014》. 351–411쪽.
  - Lucon, O.; Ürge-Vorsatz, D.; Ahmed, A.; Akbari, H.;  외. (2014). 〈Chapter 9: Buildings〉 (PDF). 《IPCC AR5 WG3 2014》.
- IPCC AR5 SYR (2014).  The Core Writing Team; Pachauri, R. K.; Meyer, L. A., 편집. 《Climate Change 2014: Synthesis Report》. Contribution of Working Groups I, II and III to the Fifth Assessment Report of the Intergovernmental Panel on Climate Change. Geneva, Switzerland: IPCC.
  - IPCC (2014). 〈Summary for Policymakers〉 (PDF). 《IPCC AR5 SYR 2014》.
  - IPCC (2014). 〈Annex II: Glossary〉 (PDF). 《IPCC AR5 SYR 2014》.

특별보고서: 1.5 °C 온난화
- IPCC (2018).  Masson-Delmotte, V.; Zhai, P.; Pörtner, H.-O.; Roberts, D.;  외., 편집. 《Global Warming of 1.5°C. An IPCC Special Report on the impacts of global warming of 1.5°C above pre-industrial levels and related global greenhouse gas emission pathways, in the context of strengthening the global response to the threat of climate change, sustainable development, and efforts to eradicate poverty》 (PDF). Intergovernmental Panel on Climate Change. Global Warming of 1.5 °C —.

  - IPCC (2018). 〈Summary for Policymakers〉 (PDF). 《IPCC SR15 2018》. 3–24쪽.
  - Allen, M. R.; Dube, O. P.; Solecki, W.; Aragón-Durand, F.;  외. (2018). 〈Chapter 1: Framing and Context〉 (PDF). 《IPCC SR15 2018》. 49–91쪽.
  - Rogelj, J.; Shindell, D.; Jiang, K.; Fifta, S.;  외. (2018). 〈Chapter 2: Mitigation Pathways Compatible with 1.5°C in the Context of Sustainable Development〉 (PDF). 《IPCC SR15 2018》. 93–174쪽.
  - Hoegh-Guldberg, O.; Jacob, D.; Taylor, M.; Bindi, M.;  외. (2018). 〈Chapter 3: Impacts of 1.5ºC Global Warming on Natural and Human Systems〉 (PDF). 《IPCC SR15 2018》. 175–311쪽.
  - de Coninck, H.; Revi, A.; Babiker, M.; Bertoldi, P.;  외. (2018). 〈Chapter 4: Strengthening and Implementing the Global Response〉 (PDF). 《IPCC SR15 2018》. 313–443쪽.
  - Roy, J.; Tschakert, P.; Waisman, H.; Abdul Halim, S.;  외. (2018). 〈Chapter 5: Sustainable Development, Poverty Eradication and Reducing Inequalities〉 (PDF). 《IPCC SR15 2018》. 445–538쪽.

특별보고서: 기후 변화와 육지
- IPCC (2019).  Shukla, P. R.; Skea, J.; Calvo Buendia, E.; Masson-Delmotte, V.;  외., 편집. 《IPCC Special Report on Climate Change, Desertification, Land Degradation, Sustainable Land Management, Food Security, and Greenhouse gas fluxes in Terrestrial Ecosystems》 (PDF). In press.

  - IPCC (2019). 〈Summary for Policymakers〉 (PDF). 《IPCC SRCCL 2019》. 3–34쪽.
  - Jia, G.; Shevliakova, E.; Artaxo, P. E.; De Noblet-Ducoudré, N.;  외. (2019). 〈Chapter 2: Land-Climate Interactions〉 (PDF). 《IPCC SRCCL 2019》. 131–247쪽.
  - Mbow, C.; Rosenzweig, C.; Barioni, L. G.; Benton, T.;  외. (2019). 〈Chapter 5: Food Security〉 (PDF). 《IPCC SRCCL 2019》. 437–550쪽.

특별보고서: 기후 변화에 있어 해양과 빙권
- IPCC (2019).  Pörtner, H.-O.; Roberts, D. C.; Masson-Delmotte, V.; Zhai, P.;  외., 편집. 《IPCC Special Report on the Ocean and Cryosphere in a Changing Climate》 (PDF). In press.

  - IPCC (2019). 〈Summary for Policymakers〉 (PDF). 《IPCC SROCC 2019》. 3–35쪽.
  - Meredith, M.; Sommerkorn, M.; Cassotta, S.; Derksen, C.;  외. (2019). 〈Chapter 3: Polar Regions〉 (PDF). 《IPCC SROCC 2019》. 203–320쪽.
  - Oppenheimer, M.; Glavovic, B.; Hinkel, J.; van de Wal, R.;  외. (2019). 〈Chapter 4: Sea Level Rise and Implications for Low Lying Islands, Coasts and Communities〉 (PDF). 《IPCC SROCC 2019》. 321–445쪽.
  - Bindoff, N. L.; Cheung, W. W. L.; Kairo, J. G.; Arístegui, J.;  외. (2019). 〈Chapter 5: Changing Ocean, Marine Ecosystems, and Dependent Communities〉 (PDF). 《IPCC SROCC 2019》. 447–587쪽.

제6차 평가 보고서
- IPCC (2021).  Masson-Delmotte, V.; Zhai, P.; Pirani, A.; Connors, S. L.;  외., 편집. 《Climate Change 2021: The Physical Science Basis》 (PDF). Contribution of Working Group I to the Sixth Assessment Report of the Intergovernmental Panel on Climate Change. Cambridge, United Kingdom and New York, NY, USA: Cambridge University Press (In Press).
  - IPCC (2021). 〈Summary for Policymakers〉 (PDF). 《IPCC AR6 WG1 2021》.
  - Arias, Paola A.; Bellouin, Nicolas; Coppola, Erika; Jones, Richard G.;  외. (2021). 〈Technical Summary〉 (PDF). 《IPCC AR6 WG1 2021》.
  - Seneviratne, Sonia I.; Zhang, Xuebin; Adnan, M.; Badi, W.;  외. (2021). 〈Chapter 11: Weather and climate extreme events in a changing climate〉 (PDF). 《IPCC AR6 WG1 2021》.
- IPCC (2022).  Shukla, P.R.; Skea, J.; Slade, R.; Al Khourdajie, A.;  외., 편집. 《Climate Change 2022: Mitigation of Climate Change. Contribution of Working Group III to the Sixth Assessment Report of the Intergovernmental Panel on Climate Change》. Cambridge University Press.
  - IPCC (2022). 〈Summary for Policymakers〉 (PDF). 《IPCC AR6 WG3 2022》. 2022년 8월 7일에 원본 문서 (PDF)에서 보존된 문서. 2022년 9월 5일에 확인함.

#### 기타 동료평가된 보고서
- Albrecht, Bruce A. (1989). “Aerosols, Cloud Microphysics, and Fractional Cloudiness”. 《Science》 245 (4923): 1227–1239. Bibcode:1989Sci...245.1227A. doi:10.1126/science.245.4923.1227. PMID 17747885. S2CID 46152332.
- Balsari, S.; Dresser, C.; Leaning, J. (2020). “Climate Change, Migration, and Civil Strife.”. 《Curr Environ Health Rep》 7 (4): 404–414. doi:10.1007/s40572-020-00291-4. PMC 7550406. PMID 33048318.
- Bamber, Jonathan L.; Oppenheimer, Michael; Kopp, Robert E.; Aspinall, Willy P.; Cooke, Roger M. (2019). “Ice sheet contributions to future sea-level rise from structured expert judgment”. 《Proceedings of the National Academy of Sciences》 116 (23): 11195–11200. Bibcode:2019PNAS..11611195B. doi:10.1073/pnas.1817205116. ISSN 0027-8424. PMC 6561295. PMID 31110015.
- Bednar, Johannes; Obersteiner, Michael; Wagner, Fabian (2019). “On the financial viability of negative emissions”. 《Nature Communications》 10 (1): 1783. Bibcode:2019NatCo..10.1783B. doi:10.1038/s41467-019-09782-x. ISSN 2041-1723. PMC 6467865. PMID 30992434.
- Berrill, P.; Arvesen, A.; Scholz, Y.; Gils, H. C.;  외. (2016). “Environmental impacts of high penetration renewable energy scenarios for Europe”. 《Environmental Research Letters》 11 (1): 014012. Bibcode:2016ERL....11a4012B. doi:10.1088/1748-9326/11/1/014012.
- Björnberg, Karin Edvardsson; Karlsson, Mikael; Gilek, Michael; Hansson, Sven Ove (2017). “Climate and environmental science denial: A review of the scientific literature published in 1990–2015”. 《Journal of Cleaner Production》 167: 229–241. doi:10.1016/j.jclepro.2017.08.066. ISSN 0959-6526.
- Boulianne, Shelley; Lalancette, Mireille; Ilkiw, David (2020). “"School Strike 4 Climate": Social Media and the International Youth Protest on Climate Change”. 《Media and Communication》 8 (2): 208–218. doi:10.17645/mac.v8i2.2768. ISSN 2183-2439.
- Bui, M.; Adjiman, C.; Bardow, A.; Anthony, Edward J.;  외. (2018). “Carbon capture and storage (CCS): the way forward”. 《Energy & Environmental Science》 11 (5): 1062–1176. doi:10.1039/c7ee02342a.
- Burke, Claire; Stott, Peter (2017). “Impact of Anthropogenic Climate Change on the East Asian Summer Monsoon”. 《Journal of Climate》 30 (14): 5205–5220. arXiv:1704.00563. Bibcode:2017JCli...30.5205B. doi:10.1175/JCLI-D-16-0892.1. ISSN 0894-8755. S2CID 59509210.
- Burke, Marshall; Davis, W. Matthew; Diffenbaugh, Noah S (2018). “Large potential reduction in economic damages under UN mitigation targets”. 《Nature》 557 (7706): 549–553. Bibcode:2018Natur.557..549B. doi:10.1038/s41586-018-0071-9. ISSN 1476-4687. PMID 29795251. S2CID 43936274.
- Callendar, G. S. (1938). “The artificial production of carbon dioxide and its influence on temperature”. 《Quarterly Journal of the Royal Meteorological Society》 64 (275): 223–240. Bibcode:1938QJRMS..64..223C. doi:10.1002/qj.49706427503.
- Cattaneo, Cristina; Beine, Michel; Fröhlich, Christiane J.; Kniveton, Dominic;  외. (2019). “Human Migration in the Era of Climate Change”. 《Review of Environmental Economics and Policy》 13 (2): 189–206. doi:10.1093/reep/rez008. hdl:10.1093/reep/rez008. ISSN 1750-6816. S2CID 198660593.
- Cohen, Judah; Screen, James; Furtado, Jason C.; Barlow, Mathew;  외. (2014). “Recent Arctic amplification and extreme mid-latitude weather” (PDF). 《Nature Geoscience》 7 (9): 627–637. Bibcode:2014NatGe...7..627C. doi:10.1038/ngeo2234. ISSN 1752-0908.
- Cook, John; Oreskes, Naomi; Doran, Peter T.; Anderegg, William R. L.;  외. (2016). “Consensus on consensus: a synthesis of consensus estimates on human-caused global warming”. 《Environmental Research Letters》 11 (4): 048002. Bibcode:2016ERL....11d8002C. doi:10.1088/1748-9326/11/4/048002.
- Costello, Anthony; Abbas, Mustafa; Allen, Adriana; Ball, Sarah;  외. (2009). “Managing the health effects of climate change”. 《The Lancet》 373 (9676): 1693–1733. doi:10.1016/S0140-6736(09)60935-1. PMID 19447250. S2CID 205954939. 2017년 8월 13일에 원본 문서에서 보존된 문서.
- Curtis, P.; Slay, C.; Harris, N.; Tyukavina, A.;  외. (2018). “Classifying drivers of global forest loss”. 《Science》 361 (6407): 1108–1111. Bibcode:2018Sci...361.1108C. doi:10.1126/science.aau3445. PMID 30213911. S2CID 52273353.
- Davidson, Eric (2009). “The contribution of manure and fertilizer nitrogen to atmospheric nitrous oxide since 1860”. 《Nature Geoscience》 2: 659–662. doi:10.1016/j.chemer.2016.04.002.
- DeConto, Robert M.; Pollard, David (2016). “Contribution of Antarctica to past and future sea-level rise”. 《Nature》 531 (7596): 591–597. Bibcode:2016Natur.531..591D. doi:10.1038/nature17145. ISSN 1476-4687. PMID 27029274. S2CID 205247890.
- Dean, Joshua F.; Middelburg, Jack J.; Röckmann, Thomas; Aerts, Rien;  외. (2018). “Methane Feedbacks to the Global Climate System in a Warmer World”. 《Reviews of Geophysics》 56 (1): 207–250. Bibcode:2018RvGeo..56..207D. doi:10.1002/2017RG000559. ISSN 1944-9208.
- Delworth, Thomas L.; Zeng, Fanrong (2012). “Multicentennial variability of the Atlantic meridional overturning circulation and its climatic influence in a 4000 year simulation of the GFDL CM2.1 climate model”. 《Geophysical Research Letters》 39 (13): n/a. Bibcode:2012GeoRL..3913702D. doi:10.1029/2012GL052107. ISSN 1944-8007.
- Deutsch, Curtis; Brix, Holger; Ito, Taka; Frenzel, Hartmut;  외. (2011). “Climate-Forced Variability of Ocean Hypoxia” (PDF). 《Science》 333 (6040): 336–339. Bibcode:2011Sci...333..336D. doi:10.1126/science.1202422. PMID 21659566. S2CID 11752699. 2016년 5월 9일에 원본 문서 (PDF)에서 보존된 문서.
- Diffenbaugh, Noah S.; Burke, Marshall (2019). “Global warming has increased global economic inequality”. 《Proceedings of the National Academy of Sciences》 116 (20): 9808–9813. doi:10.1073/pnas.1816020116. ISSN 0027-8424. PMC 6525504. PMID 31010922.
- Doney, Scott C.; Fabry, Victoria J.; Feely, Richard A.; Kleypas, Joan A. (2009). “Ocean Acidification: The Other CO2 Problem”. 《Annual Review of Marine Science》 1 (1): 169–192. Bibcode:2009ARMS....1..169D. doi:10.1146/annurev.marine.010908.163834. PMID 21141034. S2CID 402398.
- Fahey, D. W.; Doherty, S. J.; Hibbard, K. A.; Romanou, A.; Taylor, P. C. (2017). 〈Chapter 2: Physical Drivers of Climate Change〉 (PDF). 《In USGCRP2017》. 2023년 7월 11일에 원본 문서 (PDF)에서 보존된 문서. 2022년 9월 5일에 확인함.
- Fischer, Tobias P.; Aiuppa, Alessandro (2020). “AGU Centennial Grand Challenge: Volcanoes and Deep Carbon Global CO2 Emissions From Subaerial Volcanism – Recent Progress and Future Challenges”. 《Geochemistry, Geophysics, Geosystems》 21 (3): e08690. Bibcode:2020GGG....2108690F. doi:10.1029/2019GC008690. ISSN 1525-2027.
- Franzke, Christian L. E.; Barbosa, Susana; Blender, Richard; Fredriksen, Hege-Beate;  외. (2020). “The Structure of Climate Variability Across Scales”. 《Reviews of Geophysics》 58 (2): e2019RG000657. Bibcode:2020RvGeo..5800657F. doi:10.1029/2019RG000657. ISSN 1944-9208.
- Friedlingstein, Pierre; Jones, Matthew W.; O'Sullivan, Michael; Andrew, Robbie M.;  외. (2019). “Global Carbon Budget 2019”. 《Earth System Science Data》 11 (4): 1783–1838. Bibcode:2019ESSD...11.1783F. doi:10.5194/essd-11-1783-2019. ISSN 1866-3508.
- Fyfe, John C.; Meehl, Gerald A.; England, Matthew H.; Mann, Michael E.;  외. (2016). “Making sense of the early-2000s warming slowdown” (PDF). 《Nature Climate Change》 6 (3): 224–228. Bibcode:2016NatCC...6..224F. doi:10.1038/nclimate2938. 2019년 2월 7일에 원본 문서 (PDF)에서 보존된 문서.
- Goyal, Rishav; England, Matthew H; Sen Gupta, Alex; Jucker, Martin (2019). “Reduction in surface climate change achieved by the 1987 Montreal Protocol”. 《Environmental Research Letters》 14 (12): 124041. Bibcode:2019ERL....14l4041G. doi:10.1088/1748-9326/ab4874. ISSN 1748-9326.
- Grubb, M. (2003). “The Economics of the Kyoto Protocol” (PDF). 《World Economics》 4 (3): 144–145. 2012년 9월 4일에 원본 문서 (PDF)에서 보존된 문서.
- Gunningham, Neil (2018). “Mobilising civil society: can the climate movement achieve transformational social change?” (PDF). 《Interface: A Journal for and About Social Movements》 10. 2019년 4월 12일에 원본 문서 (PDF)에서 보존된 문서. 2019년 4월 12일에 확인함.
- Hagmann, David; Ho, Emily H.; Loewenstein, George (2019). “Nudging out support for a carbon tax”. 《Nature Climate Change》 9 (6): 484–489. Bibcode:2019NatCC...9..484H. doi:10.1038/s41558-019-0474-0. S2CID 182663891.
- Haines, A.; Ebi, K. (2019). “The Imperative for Climate Action to Protect Health”. 《New England Journal of Medicine》 380 (3): 263–273. doi:10.1056/NEJMra1807873. PMID 30650330. S2CID 58662802.
- Hansen, James; Sato, Makiko; Hearty, Paul; Ruedy, Reto;  외. (2016). “Ice melt, sea level rise and superstorms: evidence from paleoclimate data, climate modeling, and modern observations that 2 °C global warming could be dangerous”. 《Atmospheric Chemistry and Physics》 16 (6): 3761–3812. arXiv:1602.01393. Bibcode:2016ACP....16.3761H. doi:10.5194/acp-16-3761-2016. ISSN 1680-7316. S2CID 9410444.
- Harvey, Jeffrey A.; Van den Berg, Daphne; Ellers, Jacintha; Kampen, Remko;  외. (2018). “Internet Blogs, Polar Bears, and Climate-Change Denial by Proxy”. 《BioScience》 68 (4): 281–287. doi:10.1093/biosci/bix133. ISSN 0006-3568. PMC 5894087. PMID 29662248.
- Hawkins, Ed; Ortega, Pablo; Suckling, Emma; Schurer, Andrew;  외. (2017). “Estimating Changes in Global Temperature since the Preindustrial Period”. 《Bulletin of the American Meteorological Society》 98 (9): 1841–1856. Bibcode:2017BAMS...98.1841H. doi:10.1175/bams-d-16-0007.1. ISSN 0003-0007.
- He, Yanyi; Wang, Kaicun; Zhou, Chunlüe; Wild, Martin (2018). “A Revisit of Global Dimming and Brightening Based on the Sunshine Duration”. 《Geophysical Research Letters》 45 (9): 4281–4289. Bibcode:2018GeoRL..45.4281H. doi:10.1029/2018GL077424. ISSN 1944-8007.
- Hilaire, Jérôme; Minx, Jan C.; Callaghan, Max W.; Edmonds, Jae; Luderer, Gunnar; Nemet, Gregory F.; Rogelj, Joeri; Zamora, Maria Mar (2019년 10월 17일). “Negative emissions and international climate goals—learning from and about mitigation scenarios”. 《Climatic Change》 157 (2): 189–219. Bibcode:2019ClCh..157..189H. doi:10.1007/s10584-019-02516-4.
- Hodder, Patrick; Martin, Brian (2009). “Climate Crisis? The Politics of Emergency Framing”. 《Economic and Political Weekly》 44 (36): 53–60. ISSN 0012-9976. JSTOR 25663518.
- Holding, S.; Allen, D. M.; Foster, S.; Hsieh, A.;  외. (2016). “Groundwater vulnerability on small islands”. 《Nature Climate Change》 6 (12): 1100–1103. Bibcode:2016NatCC...6.1100H. doi:10.1038/nclimate3128. ISSN 1758-6798.
- Joo, Gea-Jae; Kim, Ji Yoon; Do, Yuno; Lineman, Maurice (2015). “Talking about Climate Change and Global Warming”. 《PLOS ONE》 10 (9): e0138996. Bibcode:2015PLoSO..1038996L. doi:10.1371/journal.pone.0138996. ISSN 1932-6203. PMC 4587979. PMID 26418127.
- Kabir, Russell; Khan, Hafiz T. A.; Ball, Emma; Caldwell, Khan (2016). “Climate Change Impact: The Experience of the Coastal Areas of Bangladesh Affected by Cyclones Sidr and Aila”. 《Journal of Environmental and Public Health》 2016: 9654753. doi:10.1155/2016/9654753. PMC 5102735. PMID 27867400.
- Kaczan, David J.; Orgill-Meyer, Jennifer (2020). “The impact of climate change on migration: a synthesis of recent empirical insights”. 《Climatic Change》 158 (3): 281–300. Bibcode:2020ClCh..158..281K. doi:10.1007/s10584-019-02560-0. S2CID 207988694. 2021년 2월 9일에 확인함.
- Kennedy, J. J.; Thorne, W. P.; Peterson, T. C.; Ruedy, R. A.;  외. (2010).  Arndt, D. S.; Baringer, M. O.; Johnson, M. R., 편집. “How do we know the world has warmed?”. Special supplement: State of the Climate in 2009. 《Bulletin of the American Meteorological Society》 91 (7). S26-S27. doi:10.1175/BAMS-91-7-StateoftheClimate.
- Kopp, R. E.; Hayhoe, K.; Easterling, D. R.; Hall, T.;  외. (2017). 〈Chapter 15: Potential Surprises: Compound Extremes and Tipping Elements〉. 《In USGCRP 2017》. 1–470쪽. 2018년 8월 20일에 원본 문서에서 보존된 문서.
- Kossin, J. P.; Hall, T.; Knutson, T.; Kunkel, K. E.; Trapp, R. J.; Waliser, D. E.; Wehner, M. F. (2017). 〈Chapter 9: Extreme Storms〉. 《In USGCRP2017》. 1–470쪽. 2021년 3월 15일에 원본 문서에서 보존된 문서. 2022년 9월 5일에 확인함.
- Knutson, T. (2017). 〈Appendix C: Detection and attribution methodologies overview.〉. 《In USGCRP2017》. 1–470쪽. 2024년 7월 6일에 원본 문서에서 보존된 문서. 2022년 9월 5일에 확인함.
- Kreidenweis, Ulrich; Humpenöder, Florian; Stevanović, Miodrag; Bodirsky, Benjamin Leon;  외. (July 2016). “Afforestation to mitigate climate change: impacts on food prices under consideration of albedo effects”. 《Environmental Research Letters》 11 (8): 085001. Bibcode:2016ERL....11h5001K. doi:10.1088/1748-9326/11/8/085001. ISSN 1748-9326. S2CID 8779827.
- Kvande, H. (2014). “The Aluminum Smelting Process”. 《Journal of Occupational and Environmental Medicine》 56 (5 Suppl): S2–S4. doi:10.1097/JOM.0000000000000154. PMC 4131936. PMID 24806722.
- Lapenis, Andrei G. (1998). “Arrhenius and the Intergovernmental Panel on Climate Change”. 《Eos》 79 (23): 271. Bibcode:1998EOSTr..79..271L. doi:10.1029/98EO00206.
- Levermann, Anders; Clark, Peter U.; Marzeion, Ben; Milne, Glenn A.;  외. (2013). “The multimillennial sea-level commitment of global warming”. 《Proceedings of the National Academy of Sciences》 110 (34): 13745–13750. Bibcode:2013PNAS..11013745L. doi:10.1073/pnas.1219414110. ISSN 0027-8424. PMC 3752235. PMID 23858443.
- Lenoir, Jonathan; Bertrand, Romain; Comte, Lise; Bourgeaud, Luana;  외. (2020). “Species better track climate warming in the oceans than on land”. 《Nature Ecology & Evolution》 4 (8): 1044–1059. doi:10.1038/s41559-020-1198-2. ISSN 2397-334X. PMID 32451428. S2CID 218879068.
- Liepert, Beate G.; Previdi, Michael (2009). “Do Models and Observations Disagree on the Rainfall Response to Global Warming?”. 《Journal of Climate》 22 (11): 3156–3166. Bibcode:2009JCli...22.3156L. doi:10.1175/2008JCLI2472.1.
- Liverman, Diana M. (2009). “Conventions of climate change: constructions of danger and the dispossession of the atmosphere”. 《Journal of Historical Geography》 35 (2): 279–296. doi:10.1016/j.jhg.2008.08.008.
- Loeb, Norman G.; Johnson, Gregory C.; Thorsen, Tyler J.; Lyman, John M.; Rose, Fred G.; Kato, Seiji (2021). “Satellite and Ocean Data Reveal Marked Increase in Earth's Heating Rate”. 《Geophysical Research Letters》 (American Geophysical Union (AGU)) 48 (13). e2021GL093047. Bibcode:2021GeoRL..4893047L. doi:10.1029/2021gl093047. ISSN 0094-8276. S2CID 236233508.
- Mach, Katharine J.; Kraan, Caroline M.; Adger, W. Neil; Buhaug, Halvard;  외. (2019). “Climate as a risk factor for armed conflict”. 《Nature》 571 (7764): 193–197. Bibcode:2019Natur.571..193M. doi:10.1038/s41586-019-1300-6. ISSN 1476-4687. PMID 31189956. S2CID 186207310.
- Matthews, H. Damon; Gillett, Nathan P.; Stott, Peter A.; Zickfeld, Kirsten (2009). “The proportionality of global warming to cumulative carbon emissions”. 《Nature》 459 (7248): 829–832. Bibcode:2009Natur.459..829M. doi:10.1038/nature08047. ISSN 1476-4687. PMID 19516338. S2CID 4423773.
- Matthews, Tom (2018). “Humid heat and climate change”. 《Progress in Physical Geography: Earth and Environment》 42 (3): 391–405. doi:10.1177/0309133318776490. S2CID 134820599.
- McNeill, V. Faye (2017). “Atmospheric Aerosols: Clouds, Chemistry, and Climate”. 《Annual Review of Chemical and Biomolecular Engineering》 8 (1): 427–444. doi:10.1146/annurev-chembioeng-060816-101538. ISSN 1947-5438. PMID 28415861.
- Melillo, J. M.; Frey, S. D.; DeAngelis, K. M.; Werner, W. J.;  외. (2017). “Long-term pattern and magnitude of soil carbon feedback to the climate system in a warming world”. 《Science》 358 (6359): 101–105. Bibcode:2017Sci...358..101M. doi:10.1126/science.aan2874. PMID 28983050.
- Mercure, J.-F.; Pollitt, H.; Viñuales, J. E.; Edwards, N. R.;  외. (2018). “Macroeconomic impact of stranded fossil fuel assets” (PDF). 《Nature Climate Change》 8 (7): 588–593. Bibcode:2018NatCC...8..588M. doi:10.1038/s41558-018-0182-1. ISSN 1758-6798. S2CID 89799744.
- Mitchum, G. T.; Masters, D.; Hamlington, B. D.; Fasullo, J. T.;  외. (2018). “Climate-change–driven accelerated sea-level rise detected in the altimeter era”. 《Proceedings of the National Academy of Sciences》 115 (9): 2022–2025. Bibcode:2018PNAS..115.2022N. doi:10.1073/pnas.1717312115. ISSN 0027-8424. PMC 5834701. PMID 29440401.
- National Academies of Sciences, Engineering, and Medicine (2019). Negative Emissions Technologies and Reliable Sequestration: A Research Agenda (보고서). Washington, D.C.: The National Academies Press. doi:10.17226/25259. ISBN 978-0-309-48455-8.
- National Research Council (2011). 〈Causes and Consequences of Climate Change〉. 《America's Climate Choices》. Washington, D.C.: The National Academies Press. doi:10.17226/12781. ISBN 978-0-309-14585-5. 2015년 7월 21일에 원본 문서에서 보존된 문서. 2019년 1월 28일에 확인함.
- Neukom, Raphael; Steiger, Nathan; Gómez-Navarro, Juan José; Wang, Jianghao;  외. (2019a). “No evidence for globally coherent warm and cold periods over the preindustrial Common Era” (PDF). 《Nature》 571 (7766): 550–554. Bibcode:2019Natur.571..550N. doi:10.1038/s41586-019-1401-2. ISSN 1476-4687. PMID 31341300. S2CID 198494930.
- Neukom, Raphael; Barboza, Luis A.; Erb, Michael P.; Shi, Feng;  외. (2019b). “Consistent multidecadal variability in global temperature reconstructions and simulations over the Common Era”. 《Nature Geoscience》 12 (8): 643–649. Bibcode:2019NatGe..12..643P. doi:10.1038/s41561-019-0400-0. ISSN 1752-0908. PMC 6675609. PMID 31372180.
- O’Neill, Saffron J.; Boykoff, Max (2010). “Climate denier, skeptic, or contrarian?”. 《Proceedings of the National Academy of Sciences of the United States of America》 107 (39): E151. Bibcode:2010PNAS..107E.151O. doi:10.1073/pnas.1010507107. ISSN 0027-8424. PMC 2947866. PMID 20807754.
- Poloczanska, Elvira S.; Brown, Christopher J.; Sydeman, William J.; Kiessling, Wolfgang;  외. (2013). “Global imprint of climate change on marine life” (PDF). 《Nature Climate Change》 3 (10): 919–925. Bibcode:2013NatCC...3..919P. doi:10.1038/nclimate1958. ISSN 1758-6798.
- Rahmstorf, Stefan; Cazenave, Anny; Church, John A.; Hansen, James E.;  외. (2007). “Recent Climate Observations Compared to Projections” (PDF). 《Science》 316 (5825): 709. Bibcode:2007Sci...316..709R. doi:10.1126/science.1136843. PMID 17272686. S2CID 34008905. 2018년 9월 6일에 원본 문서 (PDF)에서 보존된 문서.
- Ramanathan, V.; Carmichael, G. (2008). “Global and Regional Climate Changes due to Black Carbon”. 《Nature Geoscience》 1 (4): 221–227. Bibcode:2008NatGe...1..221R. doi:10.1038/ngeo156.
- Randel, William J.; Shine, Keith P.; Austin, John; Barnett, John;  외. (2009). “An update of observed stratospheric temperature trends”. 《Journal of Geophysical Research》 114 (D2): D02107. Bibcode:2009JGRD..11402107R. doi:10.1029/2008JD010421. HAL hal-00355600. |id=에 templatestyles stripmarker가 있음(위치 1) (도움말)
- Rauner, Sebastian; Bauer, Nico; Dirnaichner, Alois; Van Dingenen, Rita; Mutel, Chris; Luderer, Gunnar (2020). “Coal-exit health and environmental damage reductions outweigh economic impacts”. 《Nature Climate Change》 10 (4): 308–312. Bibcode:2020NatCC..10..308R. doi:10.1038/s41558-020-0728-x. ISSN 1758-6798. S2CID 214619069.
- Rogelj, Joeri; Forster, Piers M.; Kriegler, Elmar; Smith, Christopher J.;  외. (2019). “Estimating and tracking the remaining carbon budget for stringent climate targets”. 《Nature》 571 (7765): 335–342. Bibcode:2019Natur.571..335R. doi:10.1038/s41586-019-1368-z. ISSN 1476-4687. PMID 31316194. S2CID 197542084.
- Rogelj, Joeri; Meinshausen, Malte; Schaeffer, Michiel; Knutti, Reto; Riahi, Keywan (2015). “Impact of short-lived non-CO2 mitigation on carbon budgets for stabilizing global warming”. 《Environmental Research Letters》 10 (7): 1–10. Bibcode:2015ERL....10g5001R. doi:10.1088/1748-9326/10/7/075001.
- Ruseva, Tatyana; Hedrick, Jamie; Marland, Gregg; Tovar, Henning;  외. (2020). “Rethinking standards of permanence for terrestrial and coastal carbon: implications for governance and sustainability”. 《Current Opinion in Environmental Sustainability》 45: 69–77. doi:10.1016/j.cosust.2020.09.009. ISSN 1877-3435. S2CID 229069907.
- Samset, B. H.; Sand, M.; Smith, C. J.; Bauer, S. E.;  외. (2018). “Climate Impacts From a Removal of Anthropogenic Aerosol Emissions” (PDF). 《Geophysical Research Letters》 45 (2): 1020–1029. Bibcode:2018GeoRL..45.1020S. doi:10.1002/2017GL076079. ISSN 1944-8007. PMC 7427631. PMID 32801404.
- Sand, M.; Berntsen, T. K.; von Salzen, K.; Flanner, M. G.;  외. (2015). “Response of Arctic temperature to changes in emissions of short-lived climate forcers”. 《Nature》 6 (3): 286–289. doi:10.1038/nclimate2880.
- Schmidt, Gavin A.; Ruedy, Reto A.; Miller, Ron L.; Lacis, Andy A. (2010). “Attribution of the present-day total greenhouse effect”. 《Journal of Geophysical Research: Atmospheres》 115 (D20): D20106. Bibcode:2010JGRD..11520106S. doi:10.1029/2010JD014287. ISSN 2156-2202. S2CID 28195537.
- Schmidt, Gavin A.; Shindell, Drew T.; Tsigaridis, Kostas (2014). “Reconciling warming trends”. 《Nature Geoscience》 7 (3): 158–160. Bibcode:2014NatGe...7..158S. doi:10.1038/ngeo2105. hdl:2060/20150000726.
- Serdeczny, Olivia; Adams, Sophie; Baarsch, Florent; Coumou, Dim;  외. (2016). “Climate change impacts in Sub-Saharan Africa: from physical changes to their social repercussions” (PDF). 《Regional Environmental Change》 17 (6): 1585–1600. doi:10.1007/s10113-015-0910-2. ISSN 1436-378X. S2CID 3900505.
- Sutton, Rowan T.; Dong, Buwen; Gregory, Jonathan M. (2007). “Land/sea warming ratio in response to climate change: IPCC AR4 model results and comparison with observations”. 《Geophysical Research Letters》 34 (2): L02701. Bibcode:2007GeoRL..3402701S. doi:10.1029/2006GL028164.
- Smale, Dan A.; Wernberg, Thomas; Oliver, Eric C. J.; Thomsen, Mads; Harvey, Ben P. (2019). “Marine heatwaves threaten global biodiversity and the provision of ecosystem services” (PDF). 《Nature Climate Change》 9 (4): 306–312. Bibcode:2019NatCC...9..306S. doi:10.1038/s41558-019-0412-1. ISSN 1758-6798. S2CID 91471054.
- Smith, Joel B.; Schneider, Stephen H.; Oppenheimer, Michael; Yohe, Gary W.;  외. (2009). “Assessing dangerous climate change through an update of the Intergovernmental Panel on Climate Change (IPCC) 'reasons for concern'”. 《Proceedings of the National Academy of Sciences》 106 (11): 4133–4137. Bibcode:2009PNAS..106.4133S. doi:10.1073/pnas.0812355106. PMC 2648893. PMID 19251662.
- Smith, N.; Leiserowitz, A. (2013). “The role of emotion in global warming policy support and opposition.”. 《Risk Analysis》 34 (5): 937–948. doi:10.1111/risa.12140. PMC 4298023. PMID 24219420.
- Springmann, M.; Mason-D’Croz, D.; Robinson, S.; Garnett, T.;  외. (2016). “Global and regional health effects of future food production under climate change: a modelling study”. 《Lancet》 387 (10031): 1937–1946. doi:10.1016/S0140-6736(15)01156-3. PMID 26947322. S2CID 41851492.
- Stroeve, J.; Holland, Marika M.; Meier, Walt; Scambos, Ted;  외. (2007). “Arctic sea ice decline: Faster than forecast”. 《Geophysical Research Letters》 34 (9): L09501. Bibcode:2007GeoRL..3409501S. doi:10.1029/2007GL029703.
- Storelvmo, T.; Phillips, P. C. B.; Lohmann, U.; Leirvik, T.; Wild, M. (2016). “Disentangling greenhouse warming and aerosol cooling to reveal Earth's climate sensitivity” (PDF). 《Nature Geoscience》 9 (4): 286–289. Bibcode:2016NatGe...9..286S. doi:10.1038/ngeo2670. ISSN 1752-0908.
- Turetsky, Merritt R.; Abbott, Benjamin W.; Jones, Miriam C.; Anthony, Katey Walter;  외. (2019). “Permafrost collapse is accelerating carbon release”. 《Nature》 569 (7754): 32–34. Bibcode:2019Natur.569...32T. doi:10.1038/d41586-019-01313-4. PMID 31040419.
- Turner, Monica G.; Calder, W. John; Cumming, Graeme S.; Hughes, Terry P.;  외. (2020). “Climate change, ecosystems and abrupt change: science priorities”. 《Philosophical Transactions of the Royal Society B》 375 (1794). doi:10.1098/rstb.2019.0105. PMC 7017767. PMID 31983326.
- Twomey, S. (1977). “The Influence of Pollution on the Shortwave Albedo of Clouds”. 《J. Atmos. Sci.》 34 (7): 1149–1152. Bibcode:1977JAtS...34.1149T. doi:10.1175/1520-0469(1977)034<1149:TIOPOT>2.0.CO;2. ISSN 1520-0469.
- Tyndall, John (1861). “On the Absorption and Radiation of Heat by Gases and Vapours, and on the Physical Connection of Radiation, Absorption, and Conduction” (PDF). 《Philosophical Magazine》. 4 22: 169–194, 273–285. 2016년 3월 26일에 원본 문서 (PDF)에서 보존된 문서.
- Urban, Mark C. (2015). “Accelerating extinction risk from climate change”. 《Science》 348 (6234): 571–573. Bibcode:2015Sci...348..571U. doi:10.1126/science.aaa4984. ISSN 0036-8075. PMID 25931559.
- USGCRP (2009).  Karl, T. R.; Melillo, J.; Peterson, T.; Hassol, S. J., 편집. 《Global Climate Change Impacts in the United States》. Cambridge University Press. ISBN 978-0-521-14407-0. 2010년 4월 6일에 원본 문서에서 보존된 문서. 2010년 4월 17일에 확인함.
- USGCRP (2017).  Wuebbles, D. J.; Fahey, D. W.; Hibbard, K. A.; Dokken, D. J.;  외., 편집. 《Climate Science Special Report: Fourth National Climate Assessment, Volume I》. Washington, D.C.: U.S. Global Change Research Program. doi:10.7930/J0J964J6. 2017년 11월 3일에 원본 문서에서 보존된 문서. 2022년 9월 5일에 확인함.
- Vandyck, T.; Keramidas, K.; Kitous, A.; Spadaro, J.;  외. (2018). “Air quality co-benefits for human health and agriculture counterbalance costs to meet Paris Agreement pledges”. 《Nature Communications》 9 (4939): 4939. Bibcode:2018NatCo...9.4939V. doi:10.1038/s41467-018-06885-9. PMC 6250710. PMID 30467311.
- Wuebbles, D. J.; Easterling, D. R.; Hayhoe, K.; Knutson, T.;  외. (2017). 〈Chapter 1: Our Globally Changing Climate〉 (PDF). 《In USGCRP2017》. 2024년 6월 20일에 원본 문서 (PDF)에서 보존된 문서. 2022년 9월 5일에 확인함.
- Walsh, John; Wuebbles, Donald; Hayhoe, Katherine; Kossin, Kossin;  외. (2014). 〈Appendix 3: Climate Science Supplement〉 (PDF). 《Climate Change Impacts in the United States: The Third National Climate Assessment》. 《US National Climate Assessment》. 2021년 12월 30일에 원본 문서 (PDF)에서 보존된 문서. 2022년 9월 5일에 확인함.
- Wang, Bin; Shugart, Herman H.; Lerdau, Manuel T. (2017). “Sensitivity of global greenhouse gas budgets to tropospheric ozone pollution mediated by the biosphere”. 《Environmental Research Letters》 12 (8): 084001. Bibcode:2017ERL....12h4001W. doi:10.1088/1748-9326/aa7885. ISSN 1748-9326.
- Watts, Nick; Adger, W Neil; Agnolucci, Paolo; Blackstock, Jason;  외. (2015). “Health and climate change: policy responses to protect public health”. 《The Lancet》 386 (10006): 1861–1914. doi:10.1016/S0140-6736(15)60854-6. hdl:10871/20783. PMID 26111439. S2CID 205979317. 2017년 4월 7일에 원본 문서에서 보존된 문서.
- Watts, Nick; Amann, Markus; Arnell, Nigel; Ayeb-Karlsson, Sonja;  외. (2019). “The 2019 report of The Lancet Countdown on health and climate change: ensuring that the health of a child born today is not defined by a changing climate”. 《The Lancet》 394 (10211): 1836–1878. doi:10.1016/S0140-6736(19)32596-6. ISSN 0140-6736. PMID 31733928. S2CID 207976337.
- Weart, Spencer (2013). “Rise of interdisciplinary research on climate”. 《Proceedings of the National Academy of Sciences》 110 (Supplement 1): 3657–3664. doi:10.1073/pnas.1107482109. PMC 3586608. PMID 22778431.
- Wild, M.; Gilgen, Hans; Roesch, Andreas; Ohmura, Atsumu;  외. (2005). “From Dimming to Brightening: Decadal Changes in Solar Radiation at Earth's Surface”. 《Science》 308 (5723): 847–850. Bibcode:2005Sci...308..847W. doi:10.1126/science.1103215. PMID 15879214. S2CID 13124021.
- Williams, Richard G; Ceppi, Paulo; Katavouta, Anna (2020). “Controls of the transient climate response to emissions by physical feedbacks, heat uptake and carbon cycling”. 《Environmental Research Letters》 15 (9): 0940c1. Bibcode:2020ERL....15i40c1W. doi:10.1088/1748-9326/ab97c9.
- Wolff, Eric W.; Shepherd, John G.; Shuckburgh, Emily; Watson, Andrew J. (2015). “Feedbacks on climate in the Earth system: introduction”. 《Philosophical Transactions of the Royal Society A: Mathematical, Physical and Engineering Sciences》 373 (2054): 20140428. Bibcode:2015RSPTA.37340428W. doi:10.1098/rsta.2014.0428. PMC 4608041. PMID 26438277.
- Zeng, Ning; Yoon, Jinho (2009). “Expansion of the world's deserts due to vegetation-albedo feedback under global warming”. 《Geophysical Research Letters》 36 (17): L17401. Bibcode:2009GeoRL..3617401Z. doi:10.1029/2009GL039699. ISSN 1944-8007. S2CID 1708267.
- Zhang, Jinlun; Lindsay, Ron; Steele, Mike; Schweiger, Axel (2008). “What drove the dramatic arctic sea ice retreat during summer 2007?”. 《Geophysical Research Letters》 35 (11): 1–5. Bibcode:2008GeoRL..3511505Z. doi:10.1029/2008gl034005. S2CID 9387303.
- Zhao, C.; Liu, B.;  외. (2017). “Temperature increase reduces global yields of major crops in four independent estimates”. 《Proceedings of the National Academy of Sciences》 114 (35): 9326–9331. Bibcode:2017PNAS..114.9326Z. doi:10.1073/pnas.1701762114. PMC 5584412. PMID 28811375.

#### 서적, 보고서, 법조문
- Academia Brasileira de Ciéncias (Brazil); Royal Society of Canada; Chinese Academy of Sciences; Académie des Sciences (France); Deutsche Akademie der Naturforscher Leopoldina (Germany); Indian National Science Academy; Accademia Nazionale dei Lincei (Italy); Science Council of Japan, Academia Mexicana de Ciencias; Academia Mexicana de Ciencias (Mexico); Russian Academy of Sciences; Academy of Science of South Africa; Royal Society (United Kingdom); National Academy of Sciences (United States of America) (May 2009). “G8+5 Academies' joint statement: Climate change and the transformation of energy technologies for a low carbon future” (PDF). The National Academies of Sciences, Engineering, and Medicine. 2010년 2월 15일에 원본 문서 (PDF)에서 보존된 문서. 2010년 5월 5일에 확인함.
- Archer, David; Pierrehumbert, Raymond (2013). 《The Warming Papers: The Scientific Foundation for the Climate Change Forecast》. John Wiley & Sons. ISBN 978-1-118-68733-8.
- Bridle, Richard; Sharma, Shruti; Mostafa, Mostafa; Geddes, Anna (June 2019). Fossil Fuel to Clean Energy Subsidy Swaps (PDF) (보고서).
- Climate Focus (December 2015). “The Paris Agreement: Summary. Climate Focus Client Brief on the Paris Agreement III” (PDF). 2018년 10월 5일에 원본 문서 (PDF)에서 보존된 문서. 2019년 4월 12일에 확인함.
- Clark, P. U.; Weaver, A. J.; Brook, E.; Cook, E. R.;  외. (December 2008). 〈Executive Summary〉. 《In: Abrupt Climate Change. A Report by the U.S. Climate Change Science Program and the Subcommittee on Global Change Research》. Reston, VA: U.S. Geological Survey. 2013년 5월 4일에 원본 문서에서 보존된 문서.
- Conceição;  외. (2020). Human Development Report 2020 The Next Frontier: Human Development and the Anthropocene (PDF) (보고서). United Nations Development Programme. 2021년 1월 9일에 확인함.
- DeFries, Ruth; Edenhofer, Ottmar; Halliday, Alex; Heal, Geoffrey;  외. (September 2019). The missing economic risks in assessments of climate change impacts (PDF) (보고서). Grantham Research Institute on Climate Change and the Environment, London School of Economics and Political Science.
- Dessler, Andrew E. and Edward A. Parson, eds. The science and politics of global climate change: A guide to the debate (Cambridge University Press, 2019).
- Dessai, Suraje (2001). “The climate regime from The Hague to Marrakech: Saving or sinking the Kyoto Protocol?” (PDF). 《Tyndall Centre Working Paper 12》. Tyndall Centre. 2012년 6월 10일에 원본 문서 (PDF)에서 보존된 문서. 2010년 5월 5일에 확인함.
- Dunlap, Riley E.; McCright, Aaron M. (2011). 〈Chapter 10: Organized climate change denial〉.   Dryzek, John S.; Norgaard, Richard B.; Schlosberg, David. 《The Oxford Handbook of Climate Change and Society》. Oxford University Press. 144–160쪽. ISBN 978-0-19-956660-0.
- Dunlap, Riley E.; McCright, Aaron M. (2015). 〈Chapter 10: Challenging Climate Change: The Denial Countermovement〉.   Dunlap, Riley E.; Brulle, Robert J. 《Climate Change and Society: Sociological Perspectives》. Oxford University Press. 300–332쪽. ISBN 978-0199356119.
- European Commission (2018년 11월 28일). In-depth analysis accompanying the Commission Communication COM(2018) 773: A Clean Planet for all – A European strategic long-term vision for a prosperous, modern, competitive and climate neutral economy (PDF) (보고서). Brussels. 188쪽.
- Flavell, Alex (2014). IOM outlook on migration, environment and climate change (PDF) (보고서). Geneva, Switzerland: International Organization for Migration (IOM). ISBN 978-92-9068-703-0. OCLC 913058074.
- Fleming, James Rodger (2007). 《The Callendar Effect: the life and work of Guy Stewart Callendar (1898–1964)》. Boston: American Meteorological Society. ISBN 978-1-878220-76-9.
- Flynn, C.; Yamasumi, E.; Fisher, S.; Snow, D.;  외. (January 2021). Peoples' Climate Vote (PDF) (보고서). UNDP and University of Oxford. 2021년 8월 5일에 확인함.
- Global Methane Initiative (2020). Global Methane Emissions and Mitigation Opportunities (PDF) (보고서). Global Methane Initiative.
- Hallegatte, Stephane; Bangalore, Mook; Bonzanigo, Laura; Fay, Marianne;  외. (2016). 《Shock Waves : Managing the Impacts of Climate Change on Poverty. Climate Change and Development》 (PDF). Washington, D.C.: World Bank. doi:10.1596/978-1-4648-0673-5. hdl:10986/22787. ISBN 978-1-4648-0674-2.
- Haywood, Jim (2016). 〈Chapter 27 – Atmospheric Aerosols and Their Role in Climate Change〉.   Letcher, Trevor M. 《Climate Change: Observed Impacts on Planet Earth》. Elsevier. ISBN 978-0-444-63524-2.
- IEA (December 2020). 〈Covid-19 and energy efficiency〉. Energy Efficiency 2020 (보고서). Paris, France. 2021년 4월 6일에 확인함.
- IEA (October 2021). Net Zero By 2050: A Roadmap for the Global Energy Sector (PDF) (보고서). Paris, France. 2022년 4월 4일에 확인함.
- Krogstrup, Signe; Oman, William (2019년 9월 4일). 《Macroeconomic and Financial Policies for Climate Change Mitigation: A Review of the Literature》 (PDF). IMF working papers. doi:10.5089/9781513511955.001. ISBN 978-1-5135-1195-5. ISSN 1018-5941. S2CID 203245445.
- Leiserowitz, A.; Carman, J.; Buttermore, N.; Wang, X.;  외. (2021). International Public Opinion on Climate Change (PDF) (보고서). New Haven, CT: Yale Program on Climate Change Communication and Facebook Data for Good. 2021년 8월 5일에 확인함.
- Letcher, Trevor M., 편집. (2020). 《Future Energy: Improved, Sustainable and Clean Options for our Planet》 Thi판. Elsevier. ISBN 978-0-08-102886-5.
- Meinshausen, Malte (2019). 〈Implications of the Developed Scenarios for Climate Change〉.   Teske, Sven. 《Achieving the Paris Climate Agreement Goals: Global and Regional 100% Renewable Energy Scenarios with Non-energy GHG Pathways for +1.5 °C and +2 °C》. Springer International Publishing. 459–469쪽. doi:10.1007/978-3-030-05843-2_12. ISBN 978-3-030-05843-2. S2CID 133868222.
- Miller, J.; Du, L.; Kodjak, D. (2017). Impacts of World-Class Vehicle Efficiency and Emissions Regulations in Select G20 Countries (PDF) (보고서). Washington, D.C.: The International Council on Clean Transportation.
- Müller, Benito (February 2010). 《Copenhagen 2009: Failure or final wake-up call for our leaders? EV 49》 (PDF). Oxford Institute for Energy Studies. i쪽. ISBN 978-1-907555-04-6. 2017년 7월 10일에 원본 문서 (PDF)에서 보존된 문서. 2010년 5월 18일에 확인함.
- National Academies (2008). Understanding and responding to climate change: Highlights of National Academies Reports, 2008 edition (PDF) (보고서). National Academy of Sciences. 2017년 10월 11일에 원본 문서 (PDF)에서 보존된 문서. 2010년 11월 9일에 확인함.
- National Research Council (2012). Climate Change: Evidence, Impacts, and Choices (PDF) (보고서). Washington, D.C.: National Academy of Sciences. 2013년 2월 20일에 원본 문서 (PDF)에서 보존된 문서. 2017년 9월 9일에 확인함.
- Newell, Peter (2006년 12월 14일). 《Climate for Change: Non-State Actors and the Global Politics of the Greenhouse》. Cambridge University Press. ISBN 978-0-521-02123-4. 2018년 7월 30일에 확인함.
- NOAA. “January 2017 analysis from NOAA: Global and Regional Sea Level Rise Scenarios for the United States” (PDF). 2017년 12월 18일에 원본 문서 (PDF)에서 보존된 문서. 2019년 2월 7일에 확인함.
- Olivier, J. G. J.; Peters, J. A. H. W. (2019). 《Trends in global CO2 and total greenhouse gas emissions》 (PDF). The Hague: PBL Netherlands Environmental Assessment Agency.
- Oreskes, Naomi (2007). 〈The scientific consensus on climate change: How do we know we're not wrong?〉.   DiMento, Joseph F. C.; Doughman, Pamela M. 《Climate Change: What It Means for Us, Our Children, and Our Grandchildren》. The MIT Press. ISBN 978-0-262-54193-0.
- Oreskes, Naomi; Conway, Erik (2010). 《Merchants of Doubt: How a Handful of Scientists Obscured the Truth on Issues from Tobacco Smoke to Global Warming》 fir판. Bloomsbury Press. ISBN 978-1-59691-610-4.
- Pew Research Center (November 2015). Global Concern about Climate Change, Broad Support for Limiting Emissions (PDF) (보고서). 2021년 8월 5일에 확인함.
- REN21 (2020). 《Renewables 2020 Global Status Report》 (PDF). Paris: REN21 Secretariat. ISBN 978-3-948393-00-7.
- Royal Society (2005년 4월 13일). 《Economic Affairs – Written Evidence》. The Economics of Climate Change, the Second Report of the 2005–2006 session, produced by the UK Parliament House of Lords Economics Affairs Select Committee. UK Parliament. 2011년 11월 13일에 원본 문서에서 보존된 문서. 2011년 7월 9일에 확인함.
- Setzer, Joana; Byrnes, Rebecca (July 2019). 《Global trends in climate change litigation: 2019 snapshot》 (PDF). London: the Grantham Research Institute on Climate Change and the Environment and the Centre for Climate Change Economics and Policy.
- Steinberg, D.; Bielen, D.;  외. (July 2017). Electrification & Decarbonization: Exploring U.S. Energy Use and Greenhouse Gas Emissions in Scenarios with Widespread Electrification and Power Sector Decarbonization (PDF) (보고서). Golden, Colorado: National Renewable Energy Laboratory.
- Teske, Sven, 편집. (2019). 〈Executive Summary〉 (PDF). 《Achieving the Paris Climate Agreement Goals: Global and Regional 100% Renewable Energy Scenarios with Non-energy GHG Pathways for +1.5 °C and +2 °C》. Springer International Publishing. xiii–xxxv쪽. doi:10.1007/978-3-030-05843-2. ISBN 978-3-030-05843-2. S2CID 198078901.
- Teske, Sven; Pregger, Thomas; Naegler, Tobias; Simon, Sonja;  외. (2019). 〈Energy Scenario Results〉.   Teske, Sven. 《Achieving the Paris Climate Agreement Goals: Global and Regional 100% Renewable Energy Scenarios with Non-energy GHG Pathways for +1.5 °C and +2 °C》. Springer International Publishing. 175–402쪽. doi:10.1007/978-3-030-05843-2_8. ISBN 978-3-030-05843-2.
- Teske, Sven (2019). 〈Trajectories for a Just Transition of the Fossil Fuel Industry〉.   Teske, Sven. 《Achieving the Paris Climate Agreement Goals: Global and Regional 100% Renewable Energy Scenarios with Non-energy GHG Pathways for +1.5 °C and +2 °C》. Springer International Publishing. 403–411쪽. doi:10.1007/978-3-030-05843-2_9. ISBN 978-3-030-05843-2. S2CID 133961910.
- UN FAO (2016). Global Forest Resources Assessment 2015. How are the world's forests changing? (PDF) (보고서). Food and Agriculture Organization of the United Nations. ISBN 978-92-5-109283-5. 2019년 12월 1일에 확인함.
- United Nations Environment Programme (2019). 《Emissions Gap Report 2019》 (PDF). Nairobi. ISBN 978-92-807-3766-0.
- United Nations Environment Programme (2021). 《Emissions Gap Report 2021》 (PDF). Nairobi. ISBN 978-92-807-3890-2.
- UNEP (2018). 《The Adaptation Gap Report 2018》. Nairobi, Kenya: United Nations Environment Programme (UNEP). ISBN 978-92-807-3728-8.
- UNFCCC (1992). 《United Nations Framework Convention on Climate Change》 (PDF).
- UNFCCC (1997). “Kyoto Protocol to the United Nations Framework Convention on Climate Change”. United Nations.
- UNFCCC (2010년 3월 30일). 〈Decision 2/CP.15: Copenhagen Accord〉. 《Report of the Conference of the Parties on its fifteenth session, held in Copenhagen from 7 to 19 December 2009》. United Nations Framework Convention on Climate Change. FCCC/CP/2009/11/Add.1. 2010년 4월 30일에 원본 문서에서 보존된 문서. 2010년 5월 17일에 확인함.
- UNFCCC (2015). “Paris Agreement” (PDF). United Nations Framework Convention on Climate Change.
- UNFCCC (2021년 2월 26일). Nationally determined contributions under the Paris Agreement Synthesis report by the secretariat (PDF) (보고서). United Nations Framework Convention on Climate Change.
- Park, Susin (May 2011). “Climate Change and the Risk of Statelessness: The Situation of Low-lying Island States” (PDF). United Nations High Commissioner for Refugees. 2013년 5월 2일에 원본 문서 (PDF)에서 보존된 문서. 2012년 4월 13일에 확인함.
- United States Environmental Protection Agency (2016). Methane and Black Carbon Impacts on the Arctic: Communicating the Science (보고서). 2017년 9월 6일에 원본 문서에서 보존된 문서. 2019년 2월 27일에 확인함.
- Van Oldenborgh, Geert-Jan; Philip, Sjoukje; Kew, Sarah; Vautard, Robert;  외. (2019). “Human contribution to the record-breaking June 2019 heat wave in France”. 《Semantic Scholar》. S2CID 199454488.
- State and Trends of Carbon Pricing 2019 (PDF) (보고서). Washington, D.C.: World Bank. June 2019. doi:10.1596/978-1-4648-1435-8. hdl:10986/29687. ISBN 978-1-4648-1435-8.
- World Health Organization (2014). Quantitative risk assessment of the effects of climate change on selected causes of death, 2030s and 2050s (PDF) (보고서). Geneva, Switzerland. ISBN 978-92-4-150769-1.
- World Health Organization (2016). Ambient air pollution: a global assessment of exposure and burden of disease (보고서). Geneva, Switzerland. ISBN 978-92-4-1511353.
- World Health Organization (2018). 《COP24 Special Report Health and Climate Change》 (PDF). Geneva. ISBN 978-92-4-151497-2.
- World Meteorological Organization (2021). 《WMO Statement on the State of the Global Climate in 2020》. WMO-No. 1264. Geneva. ISBN 978-92-63-11264-4. 2021년 4월 19일에 원본 문서에서 보존된 문서. 2022년 9월 5일에 확인함.
- World Resources Institute (December 2019). 《Creating a Sustainable Food Future: A Menu of Solutions to Feed Nearly 10 Billion People by 2050》 (PDF). Washington, D.C. ISBN 978-1-56973-953-2.

#### 비공학적 출처
- American Institute of Physics
  - Weart, Spencer (October 2008). 《The Discovery of Global Warming》 2판. Cambridge, MA: Harvard University Press. ISBN 978-0-674-03189-0. 2016년 11월 18일에 원본 문서에서 보존된 문서. 2020년 6월 16일에 확인함.
  - Weart, Spencer (February 2019). 《The Discovery of Global Warming》 online판. 2020년 6월 18일에 원본 문서에서 보존된 문서. 2020년 6월 19일에 확인함.
    - Weart, Spencer (January 2020). 〈The Carbon Dioxide Greenhouse Effect〉. 《The Discovery of Global Warming》. American Institute of Physics. 2016년 11월 11일에 원본 문서에서 보존된 문서. 2020년 6월 19일에 확인함.
    - Weart, Spencer (January 2020). 〈The Public and Climate Change〉. 《The Discovery of Global Warming》. American Institute of Physics. 2016년 11월 11일에 원본 문서에서 보존된 문서. 2020년 6월 19일에 확인함.
      - Weart, Spencer (January 2020). 〈The Public and Climate Change: Suspicions of a Human-Caused Greenhouse (1956–1969)〉. 《The Discovery of Global Warming》. American Institute of Physics. 2016년 11월 11일에 원본 문서에서 보존된 문서. 2020년 6월 19일에 확인함.

    - Weart, Spencer (January 2020). 〈The Public and Climate Change (cont. – since 1980)〉. 《The Discovery of Global warming》. American Institute of Physics. 2016년 11월 11일에 원본 문서에서 보존된 문서. 2020년 6월 19일에 확인함.
      - Weart, Spencer (January 2020). 〈The Public and Climate Change: The Summer of 1988〉. 《The Discovery of Global Warming》. American Institute of Physics. 2016년 11월 11일에 원본 문서에서 보존된 문서. 2020년 6월 19일에 확인함.
- Associated Press
  - Colford, Paul (2015년 9월 22일). “An addition to AP Stylebook entry on global warming”. 《AP Style Blog》. 2019년 11월 6일에 확인함.
- BBC
  - “UK Parliament declares climate change emergency”. BBC. 2019년 5월 1일. 2019년 6월 30일에 확인함.
  - Rigby, Sara (2020년 2월 3일). “Climate change: should we change the terminology?”. 《BBC Science Focus Magazine》. 2020년 3월 24일에 확인함.
- Bulletin of the Atomic Scientists
  - Stover, Dawn (2014년 9월 23일). “The global warming 'hiatus'”. 《Bulletin of the Atomic Scientists》. 2020년 7월 11일에 원본 문서에서 보존된 문서.
- Carbon Brief
  - Yeo, Sophie (2017년 1월 4일). “Clean energy: The challenge of achieving a 'just transition' for workers”. 《Carbon Brief》. 2020년 5월 18일에 확인함.
  - McSweeney, Robert M.; Hausfather, Zeke (2018년 1월 15일). “Q&A: How do climate models work?”. 《Carbon Brief》. 2019년 3월 5일에 원본 문서에서 보존된 문서. 2019년 3월 2일에 확인함.
  - Hausfather, Zeke (2018년 4월 19일). “Explainer: How 'Shared Socioeconomic Pathways' explore future climate change”. 《Carbon Brief》. 2019년 7월 20일에 확인함.
  - Hausfather, Zeke (2018년 10월 8일). “Analysis: Why the IPCC 1.5C report expanded the carbon budget”. 《Carbon Brief》. 2020년 7월 28일에 확인함.
  - Dunne, Daisy; Gabbatiss, Josh; Mcsweeny, Robert (2020년 1월 7일). “Media reaction: Australia's bushfires and climate change”. 《Carbon Brief》. 2020년 1월 11일에 확인함.
- Deutsche Welle
  - Ruiz, Irene Banos (2019년 6월 22일). “Climate Action: Can We Change the Climate From the Grassroots Up?”. Ecowatch. Deutsche Welle. 2019년 6월 23일에 원본 문서에서 보존된 문서. 2019년 6월 23일에 확인함.
- EPA
  - “Myths vs. Facts: Denial of Petitions for Reconsideration of the Endangerment and Cause or Contribute Findings for Greenhouse Gases under Section 202(a) of the Clean Air Act”. U.S. Environmental Protection Agency. 2016년 8월 25일. 2017년 8월 7일에 확인함.
  - US EPA (2019년 9월 13일). “Global Greenhouse Gas Emissions Data”. 2020년 2월 18일에 원본 문서에서 보존된 문서. 2020년 8월 8일에 확인함.
  - US EPA (2020년 9월 15일). “Overview of Greenhouse Gases”. 2020년 9월 15일에 확인함.
- EUobserver
  - “Copenhagen failure 'disappointing', 'shameful'”. 《euobserver.com》. 2009년 12월 20일. 2019년 4월 12일에 원본 문서에서 보존된 문서. 2019년 4월 12일에 확인함.
- European Parliament
  - Ciucci, M. (February 2020). “Renewable Energy”. 《European Parliament》. 2020년 6월 3일에 확인함.

- Global Sustainable Investment Alliance
  - “Global Sustainable Investment Alliance Releases Global Sustainable Investment Review 2020”. 《The Forum for Sustainable and Responsible Investment》. 2021년 7월 19일. 2021년 8월 21일에 원본 문서에서 보존된 문서. 2022년 3월 26일에 확인함.

- The Guardian
  - Nuccitelli, Dana (2015년 1월 26일). “Climate change could impact the poor much more than previously thought”. 《The Guardian》. 2016년 12월 28일에 원본 문서에서 보존된 문서.
  - Carrington, Damian (2019년 3월 19일). “School climate strikes: 1.4 million people took part, say campaigners”. 《The Guardian》. 2019년 3월 20일에 원본 문서에서 보존된 문서. 2019년 4월 12일에 확인함.
  - Carrington, Damian (2019년 5월 17일). “Why the Guardian is changing the language it uses about the environment”. 《The Guardian》. 2019년 5월 20일에 확인함.
  - Rankin, Jennifer (2019년 11월 28일). “'Our house is on fire': EU parliament declares climate emergency”. 《The Guardian》. ISSN 0261-3077. 2019년 11월 28일에 확인함.Too risky
  - Watts, Jonathan (2020년 2월 19일). “Oil and gas firms 'have had far worse climate impact than thought'”. 《The Guardian》.
  - Carrington, Damian (2020년 4월 6일). “New renewable energy capacity hit record levels in 2019”. 《The Guardian》. 2020년 5월 25일에 확인함.
  - McCurry, Justin (2020년 10월 28일). “South Korea vows to go carbon neutral by 2050 to fight climate emergency”. 《The Guardian》. 2020년 12월 6일에 확인함.

- International Energy Agency
  - “Projected Costs of Generating Electricity 2020”. 《IEA》. 2022년 4월 4일에 확인함.

- NASA
  - “Arctic amplification”. NASA. 2013. 2018년 7월 31일에 원본 문서에서 보존된 문서.
  - Carlowicz, Michael (2018년 9월 12일). “Watery heatwave cooks the Gulf of Maine”. NASA's Earth Observatory.
  - Conway, Erik M. (2008년 12월 5일). “What's in a Name? Global Warming vs. Climate Change”. NASA. 2010년 8월 9일에 원본 문서에서 보존된 문서.
  - Riebeek, H. (2011년 6월 16일). “The Carbon Cycle: Feature Articles: Effects of Changing the Carbon Cycle”. Earth Observatory, part of the EOS Project Science Office located at NASA Goddard Space Flight Center. 2013년 2월 6일에 원본 문서에서 보존된 문서. 2013년 2월 4일에 확인함.
  - Shaftel, Holly (January 2016). “What's in a name? Weather, global warming and climate change”. 《NASA Climate Change: Vital Signs of the Planet》. 2018년 9월 28일에 원본 문서에서 보존된 문서. 2018년 10월 12일에 확인함.
  - Shaftel, Holly; Jackson, Randal; Callery, Susan; Bailey, Daniel, 편집. (2020년 7월 7일). “Overview: Weather, Global Warming and Climate Change”. 《Climate Change: Vital Signs of the Planet》. 2020년 7월 14일에 확인함.
- National Conference of State Legislators
  - “State Renewable Portfolio Standards and Goals”. 《National Conference of State Legislators》. 2020년 4월 17일. 2020년 6월 3일에 확인함.
- National Geographic
  - Welch, Craig (2019년 8월 13일). “Arctic permafrost is thawing fast. That affects us all.”. 《National Geographic》. 2019년 8월 25일에 확인함.
- National Science Digital Library
  - Fleming, James R. (2008년 3월 17일). “Climate Change and Anthropogenic Greenhouse Warming: A Selection of Key Articles, 1824–1995, with Interpretive Essays”. 《National Science Digital Library Project Archive PALE:ClassicArticles》. 2019년 10월 7일에 확인함.
- Natural Resources Defense Council
  - “What Is the Clean Power Plan?”. 《Natural Resources Defense Council》. 2017년 9월 29일. 2020년 8월 3일에 확인함.
- Nature
  - Crucifix, Michel (2016). “Earth's narrow escape from a big freeze”. 《Nature》 529 (7585): 162–163. doi:10.1038/529162a. ISSN 1476-4687. PMID 26762453.
- The New York Times
  - Rudd, Kevin (2015년 5월 25일). “Paris Can't Be Another Copenhagen”. 《The New York Times》. 2018년 2월 3일에 원본 문서에서 보존된 문서. 2015년 5월 26일에 확인함.
- NOAA
  - NOAA (2011년 7월 10일). “Polar Opposites: the Arctic and Antarctic”. 2019년 2월 22일에 원본 문서에서 보존된 문서. 2019년 2월 20일에 확인함.
  - NOAA (2015년 6월 17일). “What's the difference between global warming and climate change?”. 2021년 1월 1일에 원본 문서에서 보존된 문서. 2021년 1월 9일에 확인함.
  - Huddleston, Amara (2019년 7월 17일). “Happy 200th birthday to Eunice Foote, hidden climate science pioneer”. 《NOAA Climate.gov》. 2019년 10월 8일에 확인함.
- Our World in Data
  - Ritchie, Hannah; Roser, Max (2018년 1월 15일). “Land Use”. 《Our World in Data》. 2019년 12월 1일에 확인함.
  - Ritchie, Hannah (2020년 9월 18일). “Sector by sector: where do global greenhouse gas emissions come from?”. 《Our World in Data》. 2020년 10월 28일에 확인함.
  - Roser, Max (2022). “Why did renewables become so cheap so fast?”. 《Our World in Data》. 2022년 4월 4일에 확인함.
- Oxford Languages
  - “Word of the Year 2019”. 《Oxford Languages》 (보도 자료). Oxford University Press. 2019년 11월 21일. 2021년 11월 1일에 확인함.
- Pew Research Center
  - Pew Research Center (2020년 10월 16일). “Many globally are as concerned about climate change as about the spread of infectious diseases”. 2021년 8월 19일에 확인함.
- Politico
  - Tamma, Paola; Schaart, Eline; Gurzu, Anca (2019년 12월 11일). “Europe's Green Deal plan unveiled”. 《Politico》. 2019년 12월 29일에 확인함.

- RIVM
  - 《Documentary Sea Blind》 (Dutch Television) (네덜란드어). RIVM: Netherlands National Institute for Public Health and the Environment. 2016년 10월 11일. 2018년 8월 17일에 원본 문서에서 보존된 문서. 2019년 2월 26일에 확인함.
- Salon
  - Leopold, Evelyn (2019년 9월 25일). “How leaders planned to avert climate catastrophe at the UN (while Trump hung out in the basement)”. 《Salon》. 2019년 11월 20일에 확인함.
- ScienceBlogs
  - Gleick, Peter (2017년 1월 7일). “Statements on Climate Change from Major Scientific Academies, Societies, and Associations (January 2017 update)”. 《ScienceBlogs》. 2020년 4월 2일에 확인함.
- Scientific American
  - Ogburn, Stephanie Paige (2014년 4월 29일). “Indian Monsoons Are Becoming More Extreme”. 《Scientific American》. 2018년 6월 22일에 원본 문서에서 보존된 문서.
- Smithsonian
  - Wing, Scott L. (2016년 6월 29일). “Studying the Climate of the Past Is Essential for Preparing for Today's Rapidly Changing Climate”. 《Smithsonian》. 2019년 11월 8일에 확인함.

- The Sustainability Consortium
  - “One-Fourth of Global Forest Loss Permanent: Deforestation Is Not Slowing Down”. 《The Sustainability Consortium》. 2018년 9월 13일. 2019년 12월 1일에 확인함.
- UN Environment
  - “Curbing environmentally unsafe, irregular and disorderly migration”. 《UN Environment》. 2018년 10월 25일. 2019년 4월 18일에 원본 문서에서 보존된 문서. 2019년 4월 18일에 확인함.
- UNFCCC
  - “What are United Nations Climate Change Conferences?”. 《UNFCCC》. 2019년 5월 12일에 원본 문서에서 보존된 문서. 2019년 5월 12일에 확인함.
  - “What is the United Nations Framework Convention on Climate Change?”. 《UNFCCC》.
- Union of Concerned Scientists
  - “Carbon Pricing 101”. 《Union of Concerned Scientists》. 2017년 1월 8일. 2020년 5월 15일에 확인함.
- USA Today
  - Rice, Doyle (2019년 11월 21일). “'Climate emergency' is Oxford Dictionary's word of the year”. 《USA Today》. 2019년 12월 3일에 확인함.
- Vice
  - Segalov, Michael (2019년 5월 2일). “The UK Has Declared a Climate Emergency: What Now?”. 《Vice》. 2019년 6월 30일에 확인함.
- The Verge
  - Calma, Justine (2019년 12월 27일). “2019 was the year of 'climate emergency' declarations”. 《The Verge》. 2020년 3월 28일에 확인함.
- Vox
  - Roberts, D. (2019년 9월 20일). “Getting to 100% renewables requires cheap energy storage. But how cheap?”. 《Vox》. 2020년 5월 28일에 확인함.
- World Health Organization
  - “WHO calls for urgent action to protect health from climate change – Sign the call”. 《World Health Organization》. November 2015. 2021년 1월 3일에 원본 문서에서 보존된 문서. 2020년 9월 2일에 확인함.
- World Resources Institute
  - Butler, Rhett A. (2021년 3월 31일). “Global forest loss increases in 2020”. 《Mongabay》. 2021년 4월 1일에 원본 문서에서 보존된 문서. ● Mongabay graphing WRI data from “Forest Loss / How much tree cover is lost globally each year?”. 《research.WRI.org》. World Resources Institute — Global Forest Review. January 2021. 2021년 3월 10일에 원본 문서에서 보존된 문서.
  - Levin, Kelly (2019년 8월 8일). “How Effective Is Land At Removing Carbon Pollution? The IPCC Weighs In”. 《World Resources institute》. 2020년 5월 15일에 확인함.
  - Seymour, Frances; Gibbs, David (2019년 12월 8일). “Forests in the IPCC Special Report on Land Use: 7 Things to Know”. 《World Resources Institute》.
- Yale Climate Connections
  - Peach, Sara (2010년 11월 2일). “Yale Researcher Anthony Leiserowitz on Studying, Communicating with American Public”. Yale Climate Connections. 2019년 2월 7일에 원본 문서에서 보존된 문서. 2018년 7월 30일에 확인함.